# Bourgogne-Franche-Comté
Cet article concerne la région administrative de Bourgogne-Franche-Comté. Pour les deux régions culturelles et historiques, voir Bourgogne et Franche-Comté.
Pour les articles homonymes, voir BFC.
La Bourgogne-Franche-Comté (parfois abrégée BFC) est une région administrative située dans le quart nord-est de la France. Elle est issue de la fusion administrative, le 1er janvier 2016, des deux anciennes régions de Bourgogne et de Franche-Comté.
D'une superficie de 47 784 km2, elle est la cinquième plus vaste des treize régions de France métropolitaine et rassemble huit départements : la Côte-d'Or, le Doubs, la Haute-Saône, le Jura, la Nièvre, la Saône-et-Loire, le Territoire de Belfort et l'Yonne.
Sa population s'élevait à 2 803 977 habitants en 2022, ce qui en faisait la troisième région la moins peuplée et la deuxième la moins densément peuplée (58,7 hab./km2).
Son chef-lieu est Dijon tandis que Besançon accueille le siège du conseil régional.

## Toponymie
La dénomination « Bourgogne-Franche-Comté », parfois abrégée « BFC »,, est un mot composé, formé à partir du nom des deux régions fusionnées, dans l’ordre alphabétique.
Le conseil régional a lancé en février 2016 une concertation locale en ligne où les internautes pouvaient soumettre leurs propositions ; à la date de clôture le 13 mars 2016, 1 461 personnes avaient participé et près de 71 % des suffrages ont opté pour la conservation de l'appellation plutôt que d'autres propositions comme Burgondie ou Séquanie.
À la suite de cette concertation et de l’avis du CESER, l’assemblée régionale confirme ce choix à l'unanimité et transmettra la proposition au gouvernement qui devra être approuvée par décret en Conseil d'État, avant le 1er juillet 2016.

## Géographie

### Situation

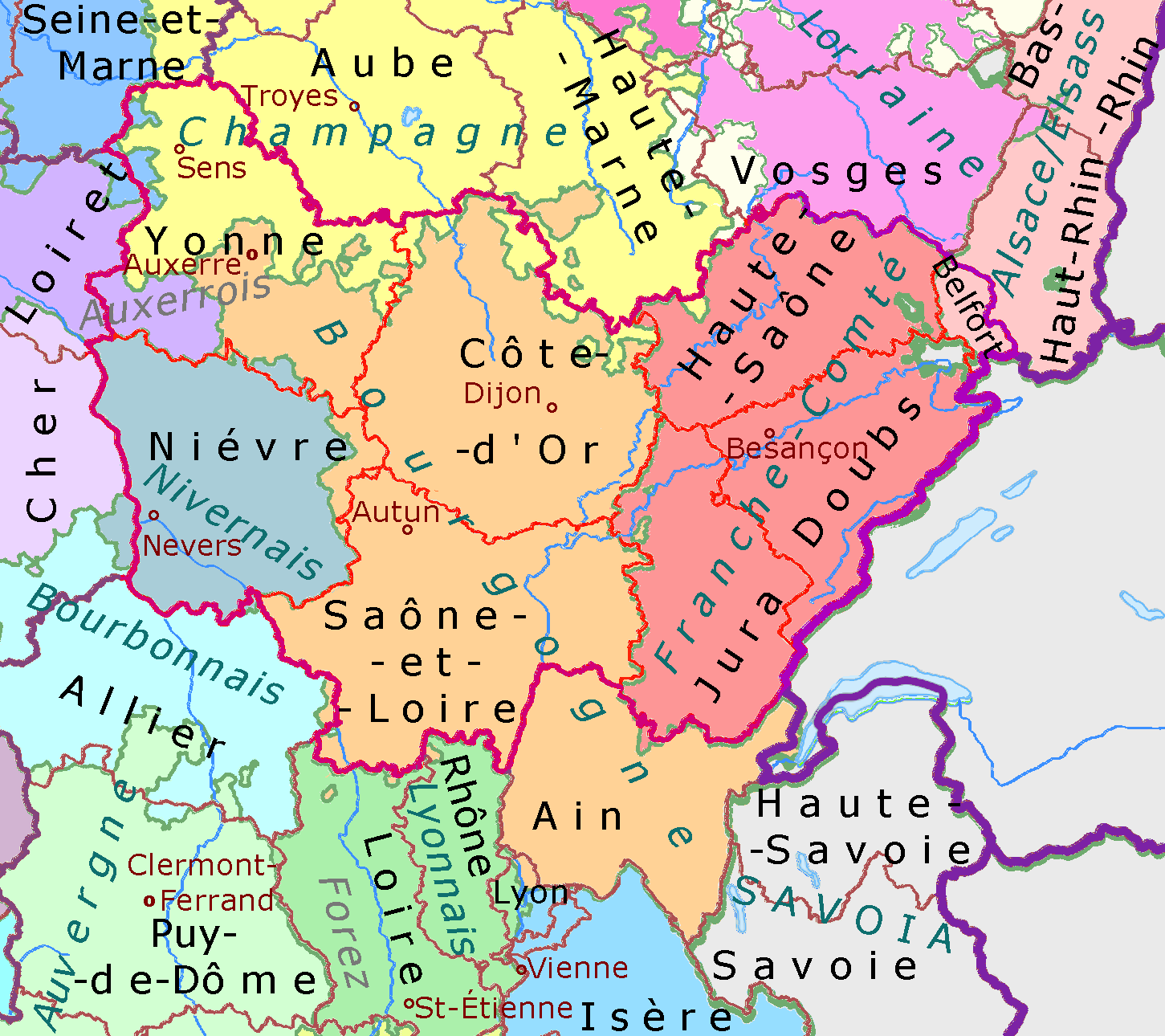
Carte de la Bourgogne-Franche-Comté.

La région est située dans le quart nord-est de la France. Elle est limitrophe des régions Grand Est au nord, Île-de-France et Centre-Val de Loire à l'ouest, Auvergne-Rhône-Alpes au sud, et elle partage une frontière avec la Suisse à l'est.
La région Bourgogne-Franche-Comté, qui résulte de la fusion de deux collectivités territoriales (Bourgogne et Franche-Comté) décidée dans le cadre de la réforme territoriale de 2014, s’étend sur 47 784 km2. Elle est, en superficie, la cinquième des treize régions de France métropolitaine (avec 9 % du territoire métropolitain), et possède ainsi un territoire de taille comparable à des pays tels que la Slovaquie, la Suisse ou l'Estonie. Elle est l'une des deux régions constitutives du Grand Est français avec la région Grand Est.
La composition de la région en départements est la suivante.
| Nom                     | Code Insee | Superficie (km2) | Population (dernière pop. légale) | Densité (hab./km2) | Modifier             |
| ----------------------- | ---------- | ---------------- | --------------------------------- | ------------------ | -------------------- |
| Côte-d'Or               | 21         | 8 763,00         | 537 577 (2022)                    | 61                 | modifier les données |
| Doubs                   | 25         | 5 234,00         | 548 662 (2022)                    | 105                | modifier les données |
| Haute-Saône             | 70         | 5 360,00         | 233 920 (2022)                    | 44                 | modifier les données |
| Jura                    | 39         | 4 999,00         | 258 405 (2022)                    | 52                 | modifier les données |
| Nièvre                  | 58         | 6 817,00         | 202 299 (2022)                    | 30                 | modifier les données |
| Saône-et-Loire          | 71         | 8 575,00         | 549 136 (2022)                    | 64                 | modifier les données |
| Territoire de Belfort   | 90         | 609,00           | 140 082 (2022)                    | 230                | modifier les données |
| Yonne                   | 89         | 7 427,00         | 333 896 (2022)                    | 45                 | modifier les données |
| Bourgogne-Franche-Comté | 27         | 47 783,30        | 2 803 977 (2022)                  | 59                 | modifier les données |

### Géologie

Les ressources minéralogiques de la région.
Charbon
Sel gemme
Charbon et sel gemme
Schiste bitumineux
Fer
Métaux précieux

Carte géologique de la France. Les mers du Mésozoïque de faible profondeur (inférieure à 200 m) ont laissé dans la région un empilement de sédiments dont l'épaisseur atteint près de 3000 m à la pointe nord de l'Yonne.

La région est située principalement sur l'auréole jurassique du Bassin parisien. Ce bassin sédimentaire est en effet structuré comme un mille-feuille de couches sédimentaires disposées en auréoles concentriques et reposant sur un socle hercynien. L'épaisseur importante des sédiments déposés dans les mers peu profondes du Mésozoïque, s'explique par un phénomène de subsidence très active en lien avec une dynamique de divergence conduisant à la formation de rifts dont certains évoluent en ouvertures océaniques qui entraînent la dislocation de la Pangée.
Le sous-sol contient de l'argile, du grès, du calcaire (qui fournit par exemple les pierres de construction du Châtillonnais, de Comblanchien et de Molay), du gypse et des alluvions (sablières de Lure) exploités dans des carrières et de nombreuses ressources anciennement exploitées dans des mines telles que des métaux précieux, du minerai de fer et du sel gemme : dans le Jura (salines d'Arc-et-Senans, de Salins-les-Bains et de Lons-le-Saunier) et en Haute-Saône avec les salines de Gouhenans, Saulnot et Mélecey.
La principale ressource du sous-sol est le charbon, dont l'extraction est abandonnée depuis la seconde moitié du XXe siècle, surtout localisée dans le sud de la Bourgogne avec les houillères de Blanzy formées de trois gisements : Blanzy, Épinac et Decize entourés de petits gisements restés indépendants : La Chapelle-sous-Dun et Aubigny-la-Ronce. L'important gisement du Sud Nivernais découvert assez récemment (son existence a été rendue publique en 1986) est inexploité pour ne pas nuire à l'environnement. À l'est, les bassins houillers des Vosges et du Jura comptent trois gisements sur le territoire comtois : le sous-vosgien et le bassin keupérien ont été exploités dans une moindre mesure que Blanzy, seules les houillères de Ronchamp, fermées en 1958 ayant été industrialisées ; le bassin stéphanien jurassien est uniquement prospecté et seules de faibles quantités de gaz y ont été extraites jusqu'en 1964. De l'anthracite est extrait à Sincey-lès-Rouvray jusqu'en 1908 et du lignite anciennement exploité en Côte-d'Or, dans l'Yonne et dans le Doubs. Le sous-sol contient également du schiste bitumineux, exploité de façon industrielle jusqu'en 1957 dans la mine des Télots dans le gisement de schiste bitumineux d'Autun et plus brièvement, dans l'entre-deux-guerres, dans celle de Creveney, non loin de Vesoul.

### Topographie

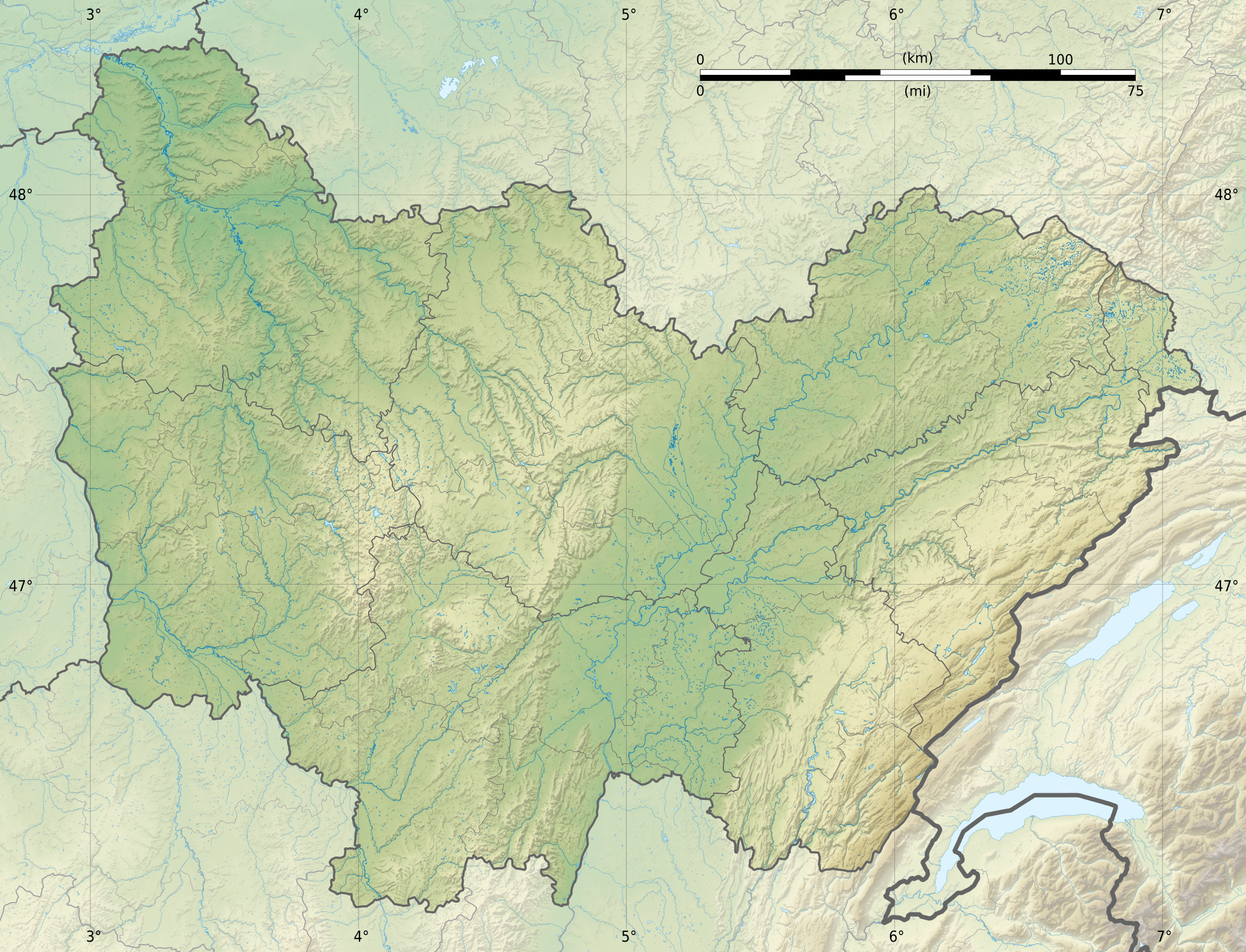
Carte topographique et hydrographique.

Trois principaux massifs montagneux marquent le paysage. Le massif des Vosges est situé au nord-est, le point culminant dans la région est le ballon d'Alsace (1 247 mètres). Le Jura s'étend sur toute la limite orientale et culmine dans le département homonyme au crêt Pela (1 495 mètres), ce dernier est également le plus haut sommet de la région. Les Vosges et le Jura se rejoignent dans la trouée de Belfort. Le Morvan occupe une place centrale dans la partie ouest, son point culminant est le Haut-Folin (901 mètres).
D'autres massifs plus modestes existent. Au nord-est du Morvan se trouve la côte d'Or, un escarpement créé par la formation d'un rift, qui culmine à 641 mètres d’altitude. Le Massif central atteint la partie sud de la région par le Mâconnais qui est dominé par le mont Saint-Cyr (771 mètres).

Le mont d'Or (massif du Jura).
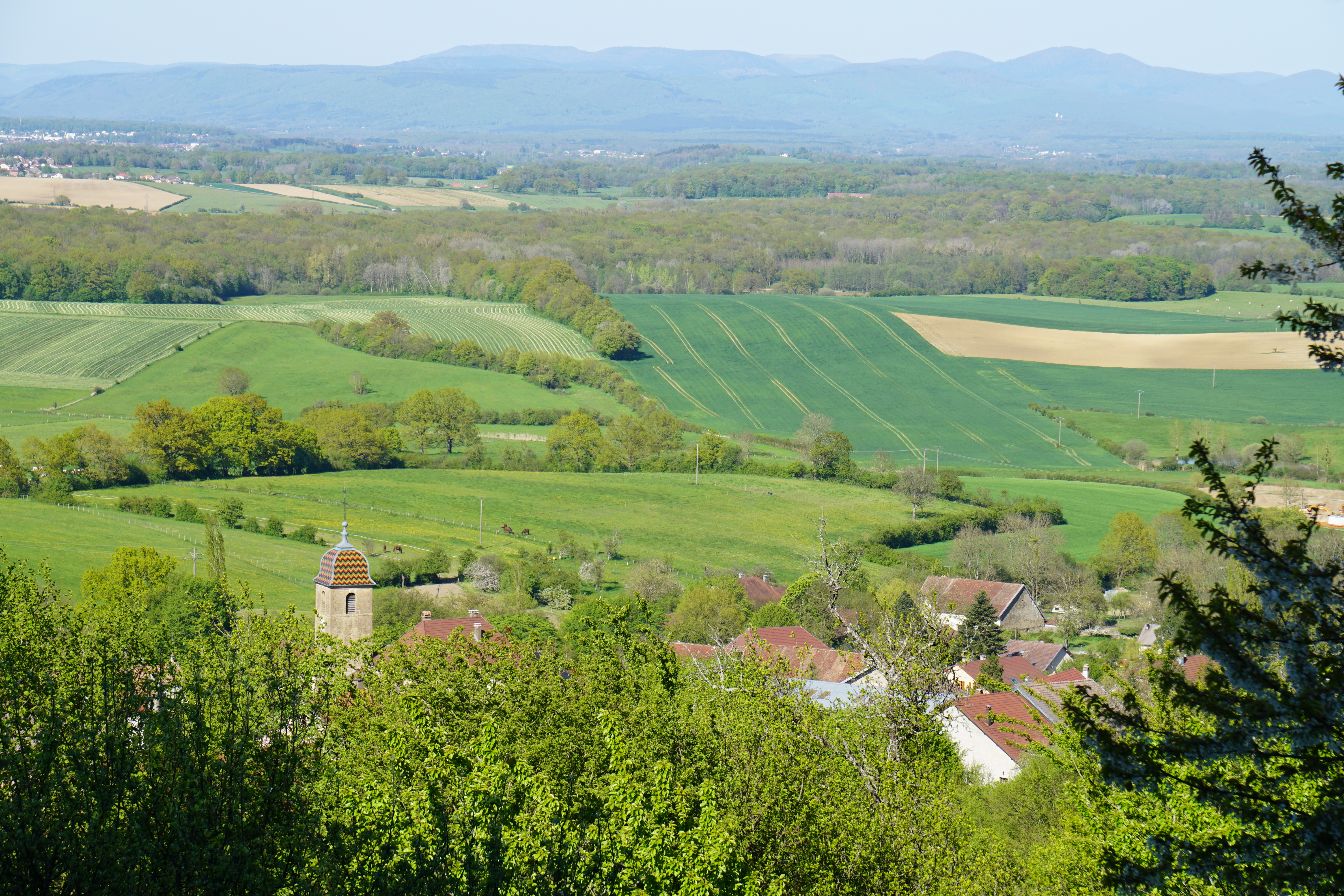
Les Vosges saônoises.
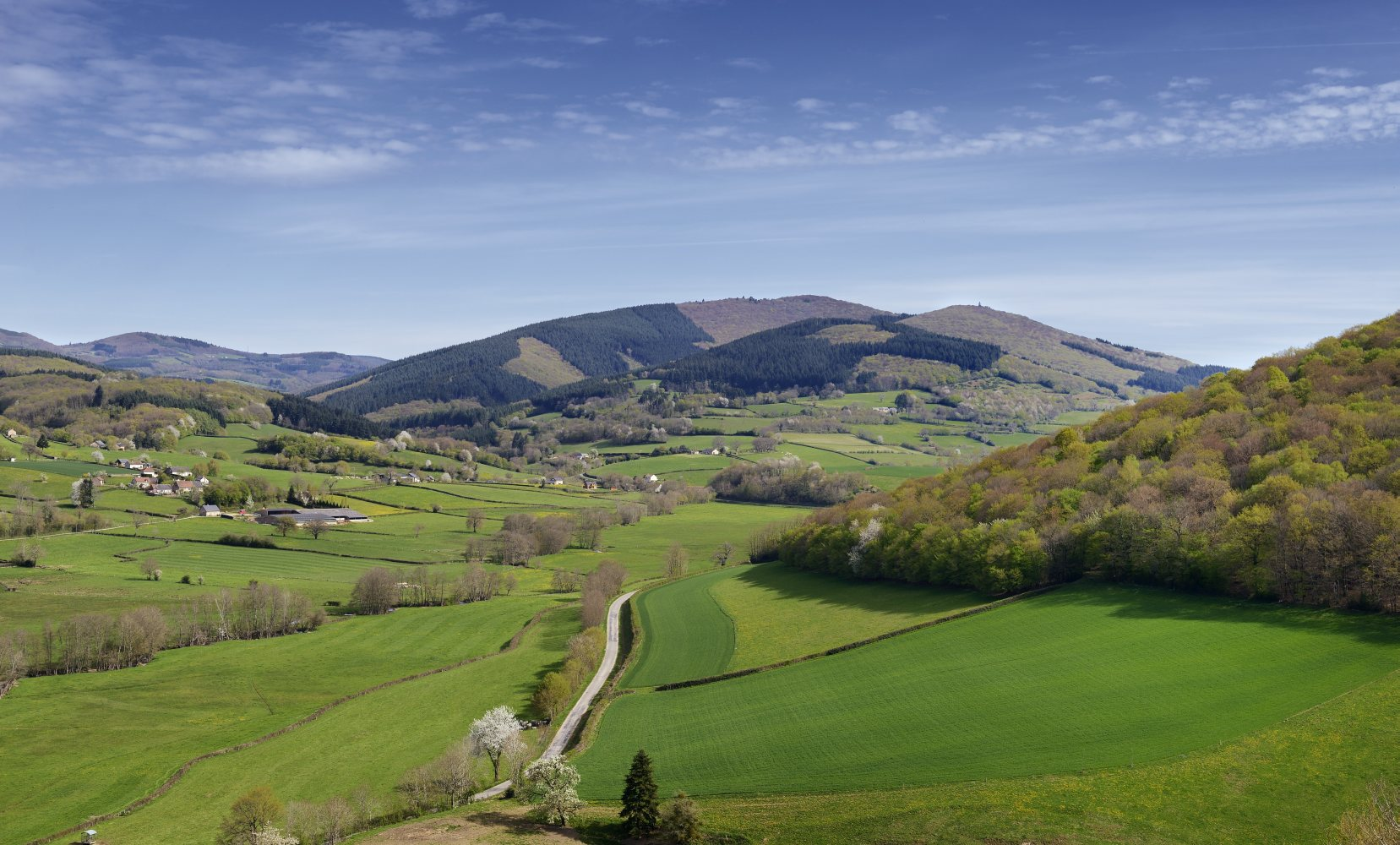
Le massif du mont Beuvray (Morvan).

### Hydrographie
Les principaux cours d'eau navigables sont la Saône et le Doubs. La Loire traverse le sud-ouest de la région au niveau de Nevers mais elle n'est pas praticable en raison des bancs de sable. La Seine y prend aussi sa source en Côte-d'Or.
Une partie du réseau hydrographique régional prend sa source en Suisse voisine (notamment le bassin versant de l'Allan).
La région possède des dizaines de lacs, comme le lac des Rousses, lac de Chalain, lac du Vernois, lac de Lamoura, lac de Vesoul-Vaivre, lac de Saint-Point (3e plus grand lac naturel de France), lac de Remoray, lac de Bonlieu, lac de Narlay, le lac des Settons, le lac de Pannecière et le fameux lac de Vouglans qui est la troisième retenue artificielle française avec 605 millions de mètres cubes. Dans les Vosges saônoises se trouve le plateau des Mille étangs.

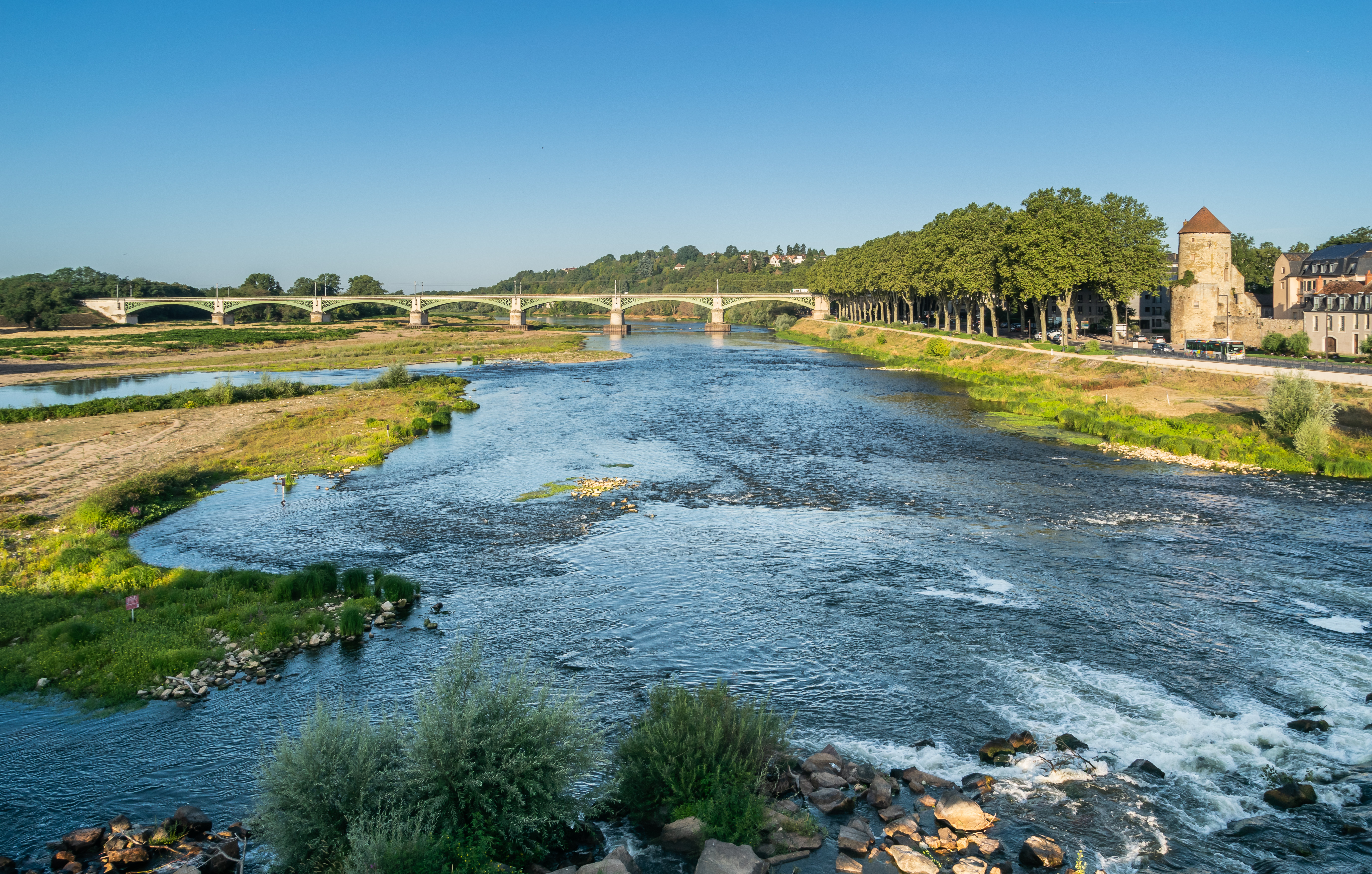
La Loire à Nevers.
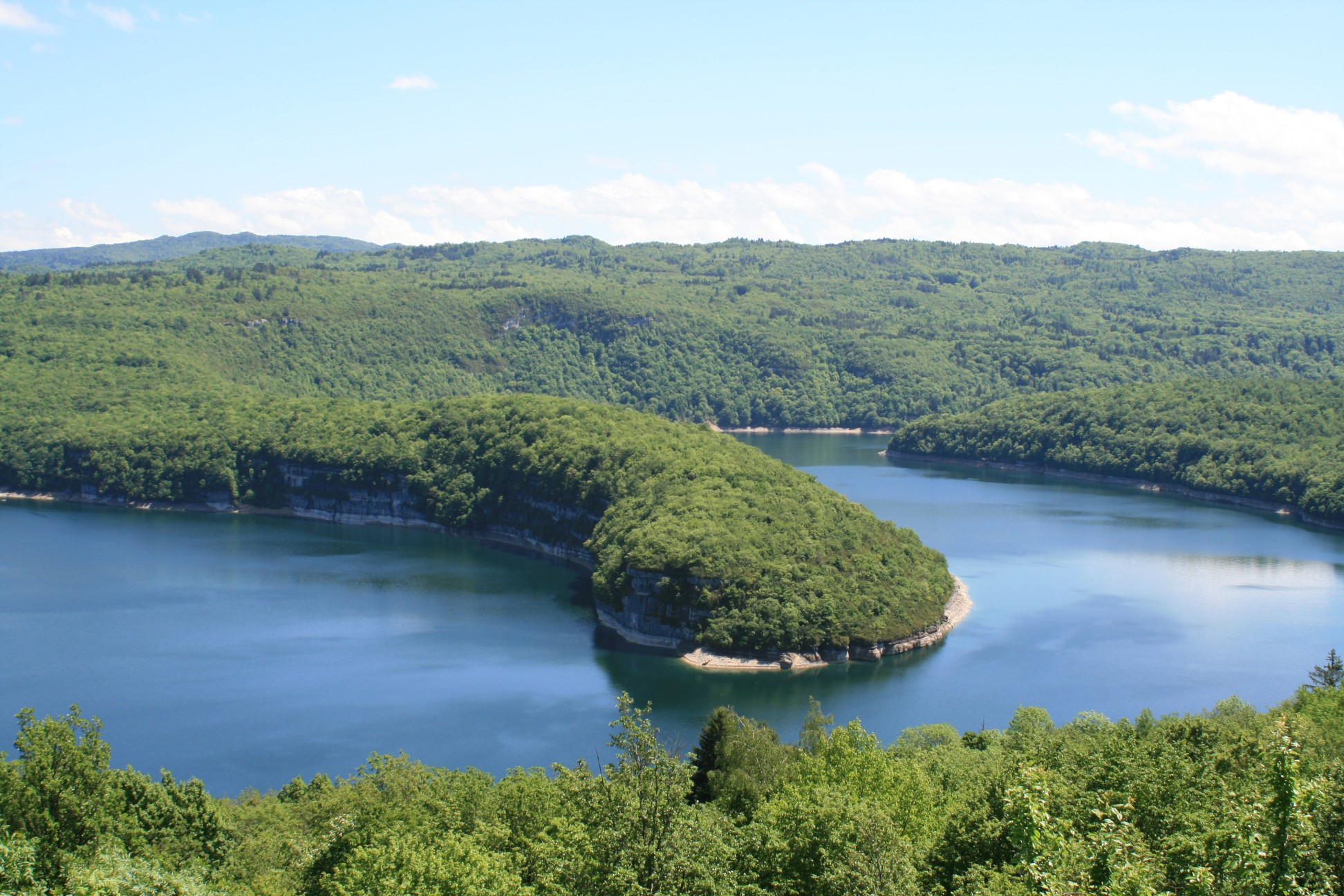
Le lac de Vouglans.
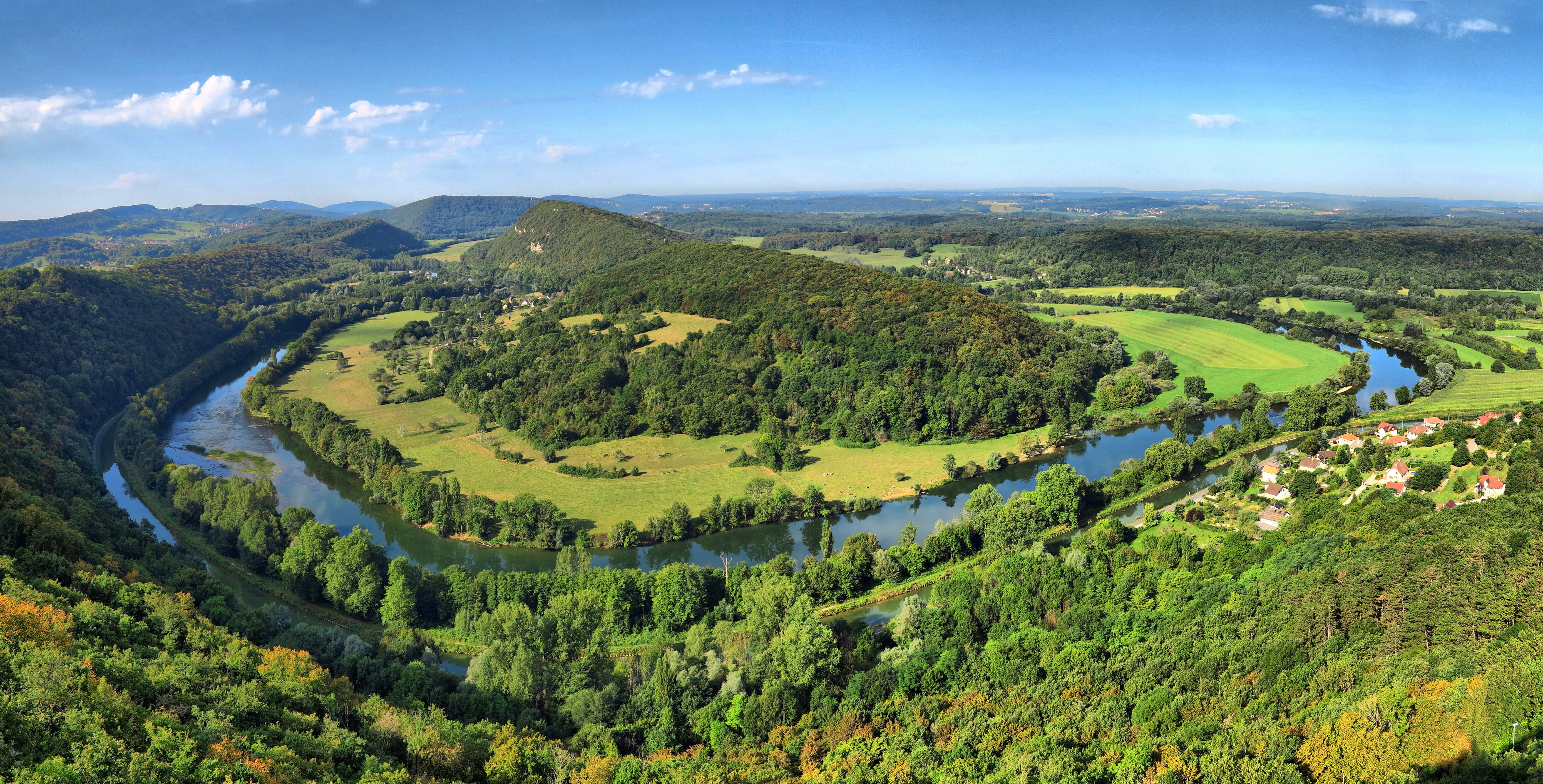
Le Doubs à Rancenay.
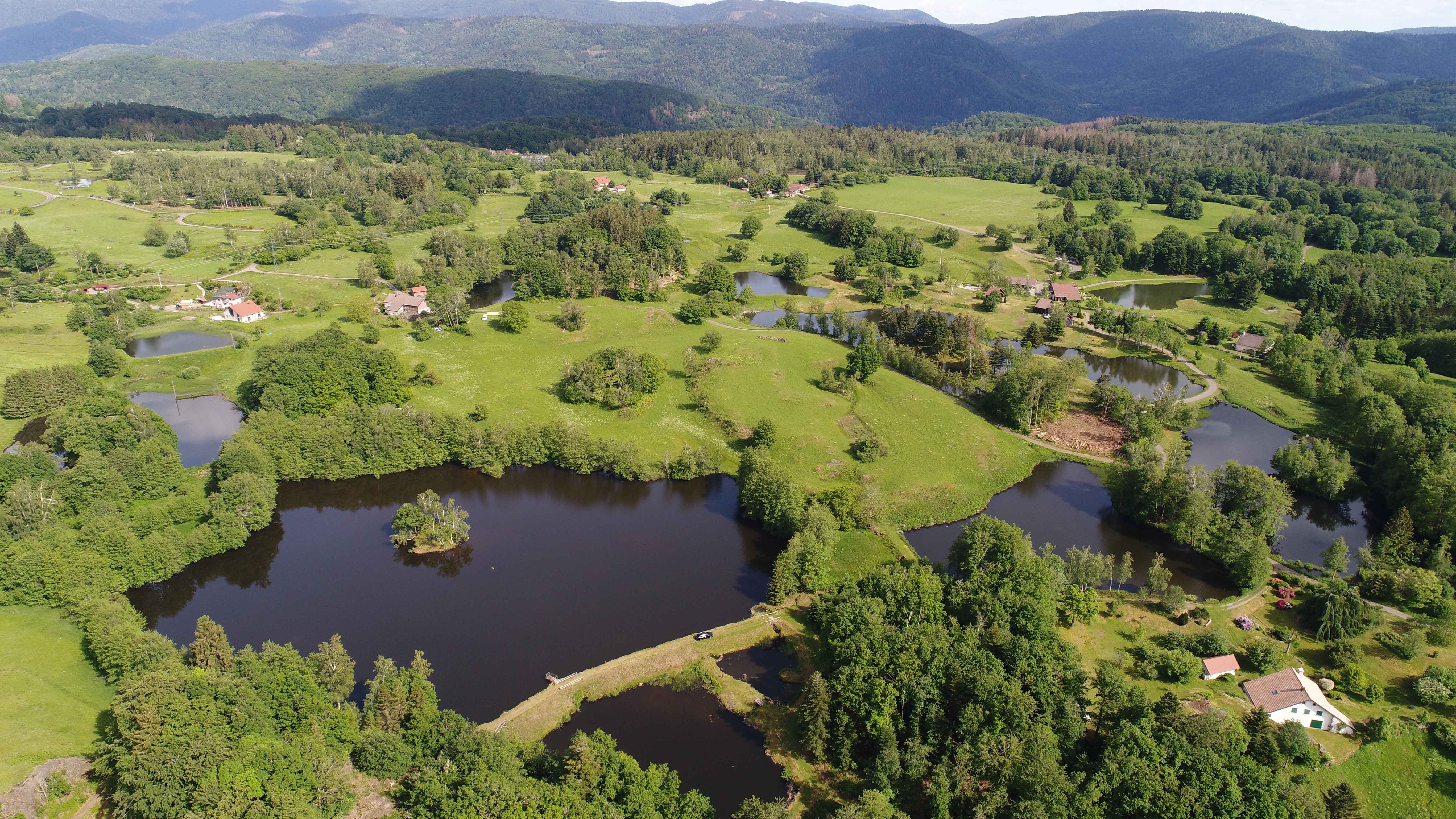
La région des Mille étangs, en Haute-Saône.

### Axes de communication et transports
La Bourgogne-Franche-Comté est un carrefour entre l'Allemagne, la Suisse, l'Italie à l'est et l'Île-de-France, la côte atlantique française à l'ouest, mais aussi entre le Benelux au nord et la mer Méditerranée au sud.

#### Transports routiers

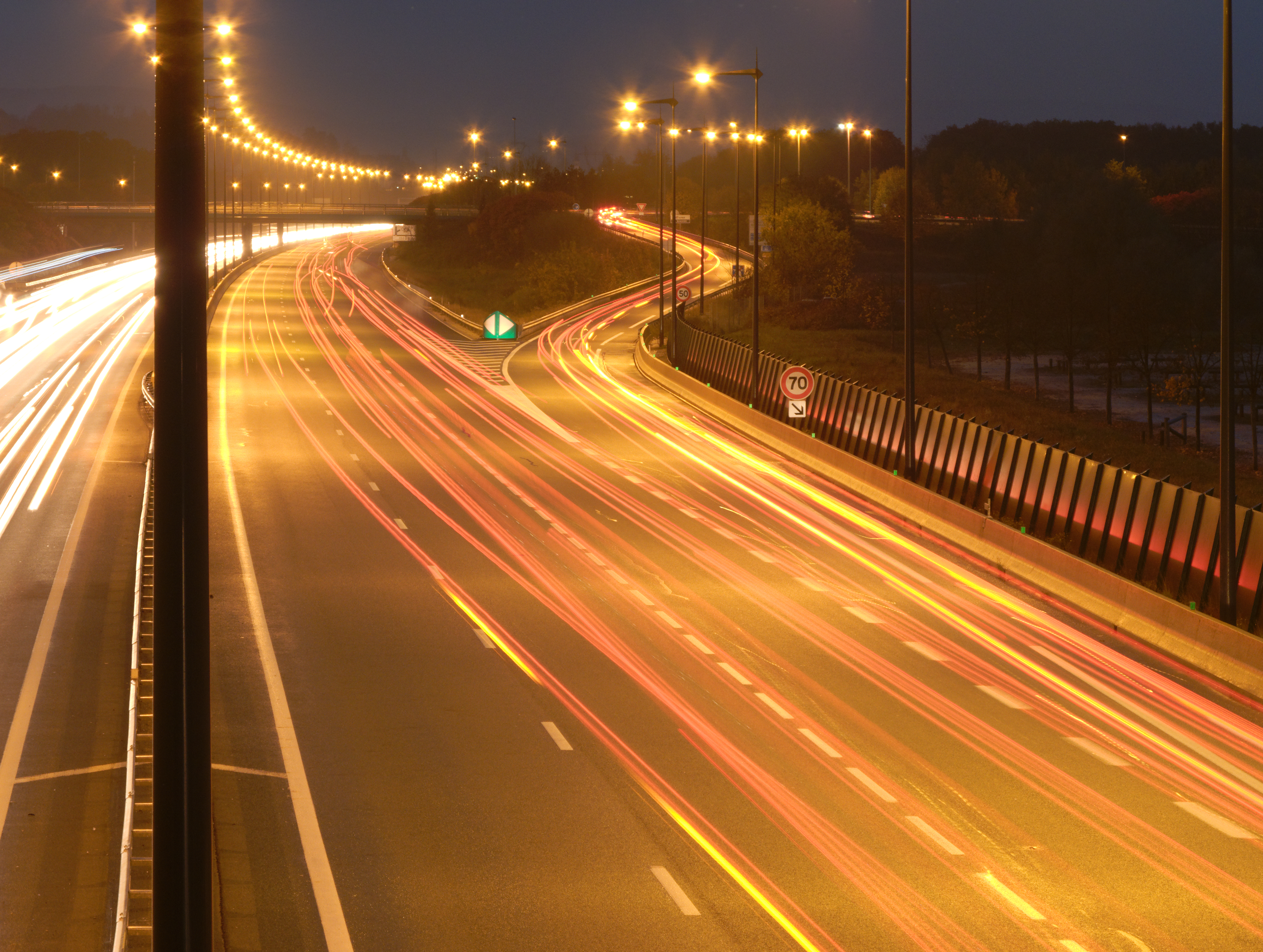
L'autoroute A36 à Montbéliard.

La région est composée d'un réseau de 868 km d'autoroutes : l'axe autoroutier principal est l'A6, dite Autoroute du Soleil, qui relie Paris et Lyon en traversant la région du nord-ouest au sud sur près de 300 km et dessert les villes d'Auxerre, Beaune, Chalon-sur-Saône et Mâcon. La seconde autoroute d'importance est l'A36, surnommée La Comtoise, qui part de Beaune, au centre de la région, et part vers l'est pour rejoindre l'Alsace et la frontière allemande au niveau de Mulhouse. Parcourant environ 200 km au sein de la Bourgogne-Franche-Comté, elle dessert les agglomérations de Dole, Besançon, Montbéliard et Belfort. Comptabilisant 120 km sur le territoire régional, l'A39 relie Dijon au sud de la région selon un axe nord-sud qui permet de délester l'A6 en passant à proximité de Dole et Lons-le-Saunier. Partant de Beaune vers le nord, l'A31 (80 km en Bourgogne-Franche-Comté) permet de rejoindre la Lorraine et le Luxembourg en passant par Dijon. L'autoroute A77 dessert exclusivement le département de la Nièvre sur 80 km, selon un axe nord-sud le long de la limite occidentale de la région : elle relie Nevers à l'Île-de-France. Quelques barreaux autoroutiers de moindre importance complètent le réseau, l'A5 (40 km), l'A19 (30 km), l'A38 (40 km), l'A40 (3 km), l'A406 (2 km), l'A391 (4 km), l'A311 (5 km).
Le réseau routier principal est complété par 768 km de routes nationales. Reliant Nancy à la frontière franco-suisse selon un itinéraire nord-sud, la route nationale 57 parcourt 180 km à travers les départements de la Haute-Saône et du Doubs en passant par Luxeuil-les-Bains, Vesoul, Besançon et Pontarlier. La N 151 relie Auxerre à La Charité-sur-Loire (100 km) via Clamecy. La N 19 Langres-Belfort qui compte une centaine de kilomètres d'est en ouest à travers la Haute-Saône dessert Vesoul et Lure. En Saône-et-Loire, la N 79 qui traverse le département d'est en ouest sur 80 km, de Mâcon à Digoin en passant par Paray-le-Monial, la N 70 qui relie cette dernière à Montchanin sur 40 km et la N 80 de Montchanin à Chalon-sur-Saône (30 km), constituent la portion bourguignonne de la route Centre-Europe Atlantique (RCEA). Connue pour son accidentologie élevée, elle est progressivement transformée en voie rapide à 2x2 voies. La N 5 sillonne le département du Jura sur 70 km de Poligny à Champagnole et jusqu'aux Rousses, à la frontière entre la France et la Suisse. De Besançon à Poligny, la N 83 s'étire sur une soixantaine de kilomètres.

#### Transports ferroviaires

Le réseau ferré de la région.

Le réseau ferré en Bourgogne-Franche-Comté s’organise autour des principales agglomérations : Besançon et Dijon. La principale ligne est la ligne Paris-Belfort via Dijon et Besançon. Cette ligne est LGV de Paris à Montbard (LGV Sud-Est) et de Dijon à Belfort (LGV Rhin-Rhône). Le territoire est également quadrillé par des voies secondaires, où circulent principalement des TER Bourgogne-Franche-Comté, sur un réseau de 1 951 km.
La plus grande gare de la région est Dijon-Ville, qui en 2023 accueille 7,6 millions de voyageurs ; viennent ensuite les gares de Besançon-Viotte (2,7 millions de voyageurs en 2023), de Chalon-sur-Saône (1,6 million de voyageurs en 2023), de Belfort (1,3 million de voyageurs en 2023) et de Dole (1 million de voyageurs en 2023). Toutes les autres gares ont desservi moins d'un million de voyageurs en 2023. Les villes de Besançon, Belfort et Montbéliard disposent d'une deuxième gare sur la LGV Rhin-Rhône (Besançon Franche-Comté TGV et Belfort - Montbéliard TGV) et que les villes du Creusot et de Mâcon disposent d'une deuxième gare sur la LGV Sud-Est (Le Creusot TGV et Mâcon-Loché-TGV).

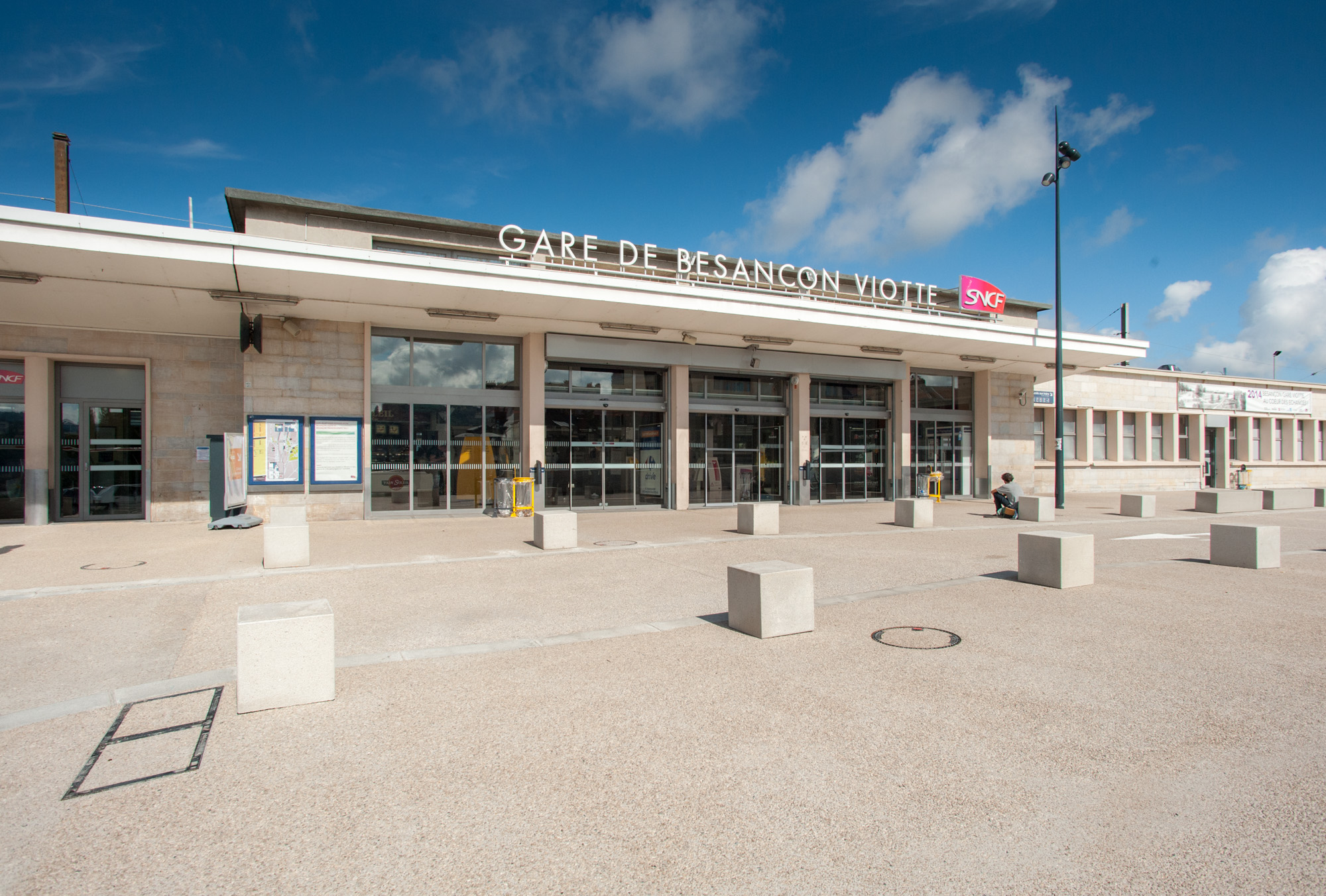
Avec 2,9 millions de voyageurs en 2024, la gare de Besançon-Viotte est la deuxième plus importante au niveau régional et le principal nœud ferroviaire de Franche-Comté.

La mise en service de la première phase de la branche Est de la LGV Rhin-Rhône en 2011 a permis de raccourcir significativement les temps de parcours. La durée du trajet entre Belfort et Paris (gare de Lyon) est ainsi passée de 3 h à 2 h 30 min, entre Besançon et Paris de 2 h 30 min à 2 h, entre Besançon et Lyon de 2 h 20 min à 1 h 55 min et entre Besançon et Strasbourg, de 2 h 30 min à 1 h 40 min. Dans le même temps, les liaisons entre plusieurs villes de la région ont également été raccourcies, passant d’un trajet de 1 h à 0 h 30 min entre Dijon et Besançon et de 1 h 15 min à 0 h 25 min entre Besançon et Belfort. En tout, ce sont 14 gares qui sont desservies par le TGV dans la région.
Plusieurs prolongements de la LGV Rhin-Rhône sont envisagés : la deuxième phase de la branche Est, qui constituera 50 km de ligne nouvelle dont 35 km à l'est et 15 km à l'ouest, pourrait être financée d'ici 2027 ou 2038 ; la branche Ouest, en projet, destinée à raccorder la branche Est à la LGV Sud-Est, et ainsi à la région parisienne, en traversant l'agglomération dijonnaise par sa bordure orientale ; enfin, la branche sud, également au stade de projet, qui représenterait environ 150 km de ligne nouvelle pour relier la branche Est à Lyon et à la LGV Méditerranée, assurant une connexion des bassins de population des villes de l'Est de la France, du Benelux, de l'Allemagne et du nord de la Suisse à la métropole lyonnaise et à l'arc méditerranéen.

#### Transports aériens

L’aéroport de Dole-Jura, aéroport régional de Bourgogne-Franche-Comté.

La région est desservie par le seul aéroport de Dole-Jura, propriété du conseil départemental du Jura. Situé entre Besançon et Dijon, il a accueilli 125 141 passagers en 2023 et propose plusieurs lignes régulières en France ou à l'étranger.
Les aéroports de Besançon-La Vèze et de Dijon-Bourgogne sont uniquement tournés vers les vols d’affaires en l’absence de lignes commerciales régulières.
L'absence de grandes structures aéroportuaires s'explique par la proximité d'aéroports internationaux à Paris, Bâle, Genève et Lyon, aisément accessibles depuis la région.

#### Transports fluviaux
La région est desservie par de nombreux canaux (canal du Rhône au Rhin, canal de Bourgogne, canal du Centre, canal du Nivernais, canal latéral de Roanne à Digoin).

## Histoire

### Moyen Âge
Le territoire des actuelles Bourgogne et Franche-Comté est inclus au Ve siècle dans le royaume des Burgondes, que prolonge le royaume de Bourgogne mérovingien. Sous les Carolingiens, le traité de Verdun en 843 conduit à distinguer une « Bourgogne franque », à l'origine du duché de Bourgogne (Bourgogne actuelle), et une « Bourgogne impériale », ou « Haute Bourgogne », où se constitue le comté de Bourgogne (Franche-Comté). Les deux provinces passent sous vassalité commune (mais restent sous souverainetés différentes) de 1330 à 1361, par la première maison de Bourgogne, puis par les ducs-comtes Valois (1384-1477/1493) au sein des États bourguignons. Elles sont séparées à la fin du XVe siècle, le duché étant incorporé au domaine royal français alors que le comté reste sujet de la comtesse Marie de Bourgogne et de ses descendants, les Habsbourg-Bourgogne.

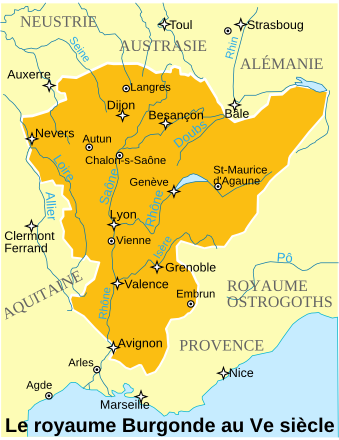
Le royaume burgonde au Ve siècle.
Duché et Comté de Bourgogne au XIVe siècle.
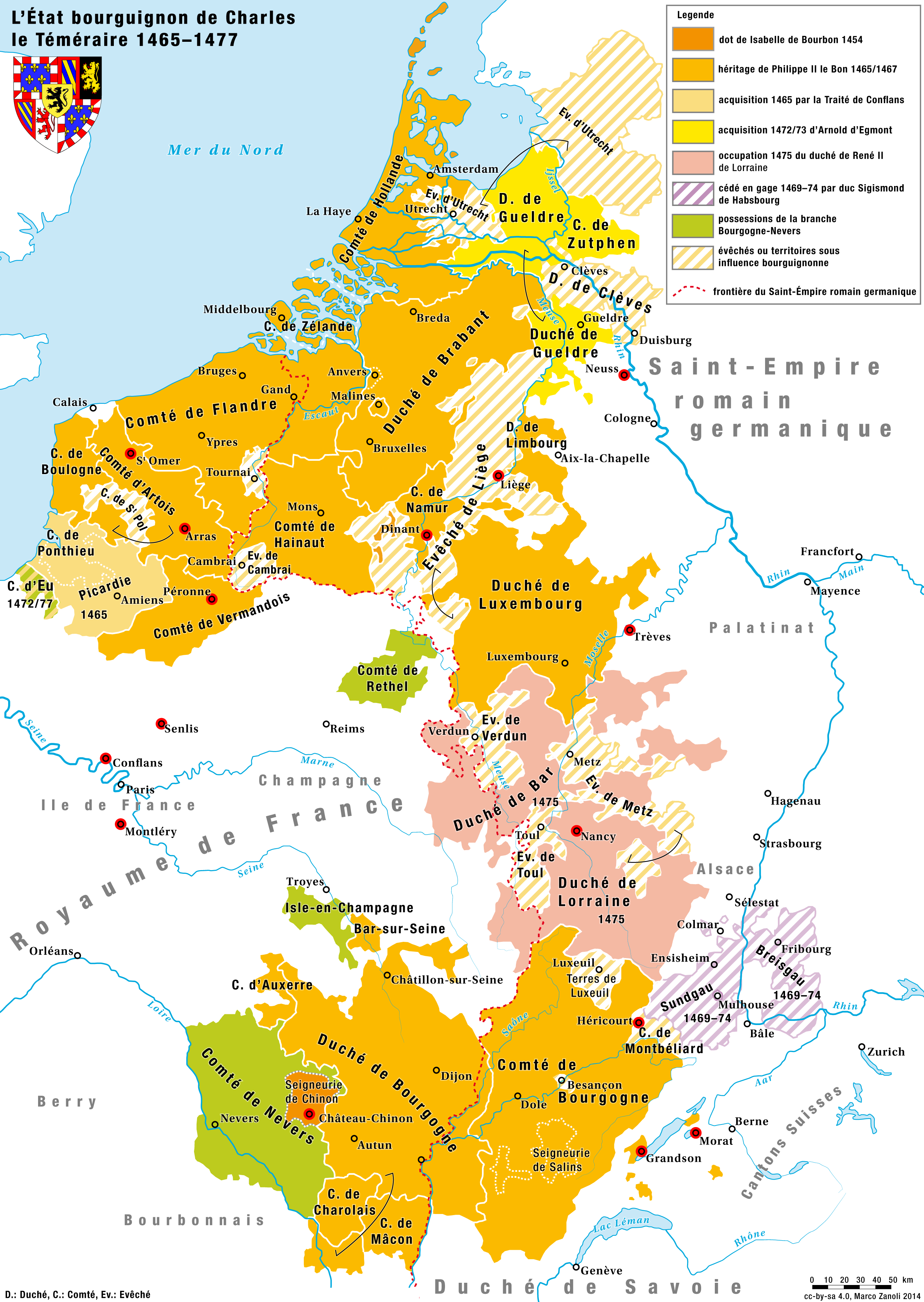
Les états bourguignons en 1477.

### Époque moderne
La Comté n'est intégrée au royaume de France qu'après sa conquête en 1678 par les troupes de Louis XIV et la reddition de Dole, l'ancienne capitale franc-comtoise, cependant que Besançon hérite du statut de capitale. Le duché de Bourgogne et la Franche-Comté forment alors deux provinces et généralités distinctes, avec leur propre capitale de gouvernement (respectivement Dijon et Besançon).
Si la majeure partie de son territoire se rattache à ces deux anciennes provinces, la région comprend aussi l'essentiel du Nivernais (correspondant à peu près au département de la Nièvre), une partie de la Champagne (la partie nord du département de l'Yonne avec Sens et Tonnerre notamment), une partie de l'Orléanais (la partie sud-ouest de l'Yonne avec Toucy), la partie de l'Alsace restée française après 1871 (l'actuel Territoire de Belfort), ainsi qu'une infime partie de l'Île-de-France (la partie nord-ouest de l'Yonne).
Les anciennes provinces de France sont supprimées pendant la Révolution.

Carte de la région avec ses départements, montrant les provinces et États qui existaient sur son territoire au XVIII.
Bourgogne
Franche-Comté
Nivernais
Champagne
Alsace
Orléanais
Montbéliard
Île-de-France
Autres

### Époque contemporaine
De 1941 à 1944, une préfecture régionale du régime de Vichy regroupe Bourgogne et Franche-Comté, tout comme l'igamie de Dijon de 1948 à 1964. Cependant, lors de la création des régions comme établissements publics en 1972 puis comme collectivités locales en 1982, Bourgogne et Franche-Comté forment deux régions séparées.
En 2009, le comité Balladur propose une première fois de fusionner Bourgogne et Franche-Comté.
Le 14 avril 2014, les présidents des régions Bourgogne et Franche-Comté, respectivement François Patriat et Marie-Guite Dufay, annoncent, lors d'une conférence de presse, vouloir rapprocher leurs deux régions à la suite des déclarations du Premier ministre Manuel Valls qui souhaite simplifier le découpage administratif français.
Le 2 juin suivant, les deux régions se retrouvent associées sans surprise sur la carte présentée par le président de la République, François Hollande. Ces deux régions sont les seules à s'être rapprochées politiquement pour une fusion et, contrairement à d'autres projets de fusion, l'alliance entre la Bourgogne et la Franche-Comté n'est pas révisée par l'Assemblée nationale ou par le Sénat. En effet, les deux régions sont en partie historiquement et économiquement liées.
Cependant, en 2015, la volonté de fusionner les deux régions semble principalement être issue de quelques élus, voire des Bourguignons. Selon un sondage d'opinion BVA pour la presse régionale, les Bourguignons et Francs-Comtois sont à 49 % satisfaits (contre 41 % insatisfaits) de leur nouvelle région. Le clivage est beaucoup plus prononcé entre Bourguignons et Francs-Comtois : ceux-ci sont respectivement satisfaits à 57 % et 37 % de ce découpage. Les divergences sont encore plus fortes sur la question de la capitale régionale à Dijon : 79 % des Bourguignons jugent que c'est plutôt une bonne chose, contre 29 % de Francs-Comtois.

Logo du projet
En 2014.
En 2015.

L'année 2015 est une période de transition et de rapprochement pour les deux régions. Trois instances politiques sont mises en place :
- la conférence des présidents de région et de leur entourage direct qui se réunissent chaque mois ;
- la commission mixte Bourgogne-Franche-Comté (qui regroupe les différentes tendances politiques) étudie les dossiers sélectionnés par la conférence des présidents ;
- la conférence des territoires est chargée de faire le lien avec les autres collectivités (départements et communes notamment).

Dans le cadre de l'acte III de la décentralisation, la fusion des deux régions est adoptée le 17 décembre 2014. Son entrée en vigueur est effective le 1er janvier 2016.
L'instauration d'un droit d'option dans la loi relative à la délimitation des régions permet toutefois au Territoire de Belfort de se prononcer, après le 1er janvier 2016, pour une intégration à la nouvelle région Grand Est (Alsace-Champagne-Ardenne-Lorraine), évoquée par certains élus,,,.

## Politique et administration

### Préfecture de région et directions régionales de l'État
Le 24 juin 2016, les conseillers régionaux choisissent Dijon comme chef-lieu de la région Bourgogne-Franche-Comté, siège de la préfecture de région. Cette décision est entérinée par un décret du Conseil d'État publié le 28 septembre 2016.
Les services déconcentrés de l'État sont répartis entre les deux capitales des anciennes régions Bourgogne et Franche-Comté. Besançon accueille les directions régionales de l'Insee, de la DREETS, de la DREAL, de l'Agence régionale pour la biodiversité et de la région académique ; à Dijon sont notamment implantés les directions régionales de l'ARS et de la DRAC.
| Direction régionale                                                                    | Ville    | Adresse                           |
| -------------------------------------------------------------------------------------- | -------- | --------------------------------- |
| Agence de l'environnement et de la maîtrise de l'énergie (ADEME)                       | Besançon | 44, rue de Belfort                |
| Agence régionale de la biodiversité (ARB)                                              | Besançon | 4, rue Gabriel-Plançon            |
| Agence régionale de santé (ARS)                                                        | Dijon    | 2, place des Savoirs              |
| Agence de services et de paiement (ASP)                                                | Dijon    | 18 A, boulevard Winston-Churchill |
| Centre régional des œuvres universitaires et scolaires (CROUS)                         | Besançon | 40, avenue de l’Observatoire      |
| Chambre régionale des comptes (CRC)                                                    | Dijon    | 28-30, rue Pasteur                |
| Délégation régionale à la Recherche et à la Technologie (DRRT)                         | Dijon    | 22 avenue Garibaldi               |
| Délégation régionale académique à la Jeunesse, à l'Engagement et aux Sports (DRAJES)   | Dijon    | 10, boulevard Carnot              |
| Direction régionale des Affaires culturelles (DRAC)                                    | Dijon    | 39, rue Vannerie                  |
| Direction régionale de l'Alimentation, de l'Agriculture et de la Forêt (DRAAF)         | Dijon    | 4 bis, rue Hoche                  |
| Direction régionale de l'Économie, de l'Emploi, du Travail et des Solidarités (DREETS) | Besançon | 5, place Jean-Cornet              |
| Direction régionale de l'Environnement, de l'Aménagement et du Logement (DREAL)        | Besançon | 5, voie Gisèle-Halimi             |
| Direction régionale des Finances publiques (DRFiP)                                     | Dijon    | 1 bis, place de la Banque         |
| Institut national de la statistique et des études économiques (INSEE)                  | Besançon | 5, voie Gisèle-Halimi             |
| Rectorat de région académique                                                          | Besançon | 10, rue de la Convention          |

### Hôtel de région, directions du conseil régional et réunions
Le 24 juin 2016, les conseillers régionaux choisissent Besançon comme siège de l'Hôtel de région et Dijon comme lieu des assemblées du conseil régional. Sur les vingt-neuf directions de services de la région, dix-sept sont localisées à Dijon :
- Transport et infrastructures
- Mobilités du quotidien
- Agriculture et forêt ; Tourisme
- Recherche et enseignement supérieur
- Culture, sport, jeunesse et vie associative
- Numérique éducatif
- Aménagement du territoire et numérique
- Environnement
- Europe et rayonnement international
- Prospective
- Pilotage de projets
- Finances et budget
- Ressources humaines
- Moyens généraux
- Achats
- Assemblée
- Documentation

Les douze directions restantes sont situées à Besançon :
- Cabinet
- Relations avec les citoyens
- Économie
- Formation professionnelle des demandeurs d'emploi
- Transitions professionnelles et orientation
- Lycées
- Cartes des formations, apprentissage, formations sanitaires et sociales
- Transition énergétique
- Évaluation
- Systèmes d'information
- Affaires juridiques et archives
- Patrimoine et gestion immobilière

### Tendances politiques

#### Récapitulatif des résultats électoraux récents
| Scrutin             | Département             | 1er tour | 1er tour | 1er tour | 1er tour | 1er tour | 1er tour | 1er tour | 1er tour | 1er tour | 1er tour | 1er tour | 1er tour | 1er tour | 2d tour     | 2d tour     | 2d tour     | 2d tour     | 2d tour     | 2d tour     | 2d tour     | 2d tour     | 2d tour     | 2d tour     | 2d tour     | 2d tour     | 2d tour     |
| Scrutin             | Département             | 1er      | 1er      | %        | 2e       | 2e       | %        | 3e       | 3e       | %        | 4e       | 4e       | %        | Abs      | 1er         | 1er         | %           | 2e          | 2e          | %           | 3e          | 3e          | %           | 4e          | 4e          | %           | Abs         |
| ------------------- | ----------------------- | -------- | -------- | -------- | -------- | -------- | -------- | -------- | -------- | -------- | -------- | -------- | -------- | -------- | ----------- | ----------- | ----------- | ----------- | ----------- | ----------- | ----------- | ----------- | ----------- | ----------- | ----------- | ----------- | ----------- |
| Présidentielle 2012 | Bourgogne-Franche-Comté |          | PS       | 27,12    |          | UMP      | 26,65    |          | FN       | 20,74    |          | FG       | 10,66    | 17,93    |             | PS          | 50,02       |             | UMP         | 49,98       | Pas de 3e   | Pas de 3e   | Pas de 3e   | Pas de 4e   | Pas de 4e   | Pas de 4e   | 17,62       |
| Présidentielle 2012 | 21                      |          | UMP      | 28,57    |          | PS       | 27,79    |          | FN       | 18,84    |          | FG       | 9,51     | 16,99    |             | UMP         | 51,55       |             | PS          | 48,45       | Pas de 3e   | Pas de 3e   | Pas de 3e   | Pas de 4e   | Pas de 4e   | Pas de 4e   | 16,59       |
| Présidentielle 2012 | 25                      |          | UMP      | 28,49    |          | PS       | 26,28    |          | FN       | 19,19    |          | FG       | 10,96    | 17,20    |             | UMP         | 51,91       |             | PS          | 48,09       | Pas de 3e   | Pas de 3e   | Pas de 3e   | Pas de 4e   | Pas de 4e   | Pas de 4e   | 16,74       |
| Présidentielle 2012 | 39                      |          | UMP      | 25,83    |          | PS       | 24,60    |          | FN       | 20,41    |          | FG       | 12,55    | 16,42    |             | UMP         | 50,58       |             | PS          | 49,42       | Pas de 3e   | Pas de 3e   | Pas de 3e   | Pas de 4e   | Pas de 4e   | Pas de 4e   | 16,34       |
| Présidentielle 2012 | 58                      |          | PS       | 32,64    |          | UMP      | 22,51    |          | FN       | 19,58    |          | FG       | 11,95    | 19,24    |             | PS          | 58,81       |             | UMP         | 41,19       | Pas de 3e   | Pas de 3e   | Pas de 3e   | Pas de 4e   | Pas de 4e   | Pas de 4e   | 18,85       |
| Présidentielle 2012 | 70                      |          | PS       | 26,38    |          | UMP      | 25,23    |          | FN       | 25,12    |          | FG       | 9,64     | 16,84    |             | UMP         | 50,36       |             | PS          | 49,64       | Pas de 3e   | Pas de 3e   | Pas de 3e   | Pas de 4e   | Pas de 4e   | Pas de 4e   | 16,48       |
| Présidentielle 2012 | 71                      |          | PS       | 28,69    |          | UMP      | 26,01    |          | FN       | 20,03    |          | FG       | 10,64    | 18,92    |             | PS          | 51,86       |             | UMP         | 48,14       | Pas de 3e   | Pas de 3e   | Pas de 3e   | Pas de 4e   | Pas de 4e   | Pas de 4e   | 18,69       |
| Présidentielle 2012 | 89                      |          | UMP      | 27,62    |          | PS       | 24,00    |          | FN       | 23,68    |          | FG       | 10,05    | 19,26    |             | UMP         | 53,12       |             | PS          | 46,88       | Pas de 3e   | Pas de 3e   | Pas de 3e   | Pas de 4e   | Pas de 4e   | Pas de 4e   | 19,12       |
| Présidentielle 2012 | 90                      |          | PS       | 26,01    |          | UMP      | 23,88    |          | FN       | 23,74    |          | FG       | 11,41    | 19,37    |             | PS          | 50,52       |             | UMP         | 49,48       | Pas de 3e   | Pas de 3e   | Pas de 3e   | Pas de 4e   | Pas de 4e   | Pas de 4e   | 18,97       |
| Européennes 2014    | Bourgogne-Franche-Comté |          | FN       | 27,82    |          | UMP      | 22,85    |          | PS       | 14,18    |          | MODEM    | 7,88     | 54,45    | Tour unique | Tour unique | Tour unique | Tour unique | Tour unique | Tour unique | Tour unique | Tour unique | Tour unique | Tour unique | Tour unique | Tour unique | Tour unique |
| Européennes 2014    | 21                      |          | FN       | 26,44    |          | UMP      | 22,07    |          | PS       | 15,25    |          | MODEM    | 8,77     | 53,53    | Tour unique | Tour unique | Tour unique | Tour unique | Tour unique | Tour unique | Tour unique | Tour unique | Tour unique | Tour unique | Tour unique | Tour unique | Tour unique |
| Européennes 2014    | 25                      |          | FN       | 26,77    |          | UMP      | 24,39    |          | PS       | 14,14    |          | MODEM    | 7,88     | 53,93    | Tour unique | Tour unique | Tour unique | Tour unique | Tour unique | Tour unique | Tour unique | Tour unique | Tour unique | Tour unique | Tour unique | Tour unique | Tour unique |
| Européennes 2014    | 39                      |          | FN       | 26,69    |          | UMP      | 22,07    |          | PS       | 13,00    |          | MODEM    | 8,54     | 52,50    | Tour unique | Tour unique | Tour unique | Tour unique | Tour unique | Tour unique | Tour unique | Tour unique | Tour unique | Tour unique | Tour unique | Tour unique | Tour unique |
| Européennes 2014    | 58                      |          | FN       | 27,33    |          | UMP      | 18,56    |          | PS       | 16,63    |          | FG       | 8,55     | 55,29    | Tour unique | Tour unique | Tour unique | Tour unique | Tour unique | Tour unique | Tour unique | Tour unique | Tour unique | Tour unique | Tour unique | Tour unique | Tour unique |
| Européennes 2014    | 70                      |          | FN       | 34,23    |          | UMP      | 22,43    |          | PS       | 13,15    |          | MODEM    | 6,79     | 50,85    | Tour unique | Tour unique | Tour unique | Tour unique | Tour unique | Tour unique | Tour unique | Tour unique | Tour unique | Tour unique | Tour unique | Tour unique | Tour unique |
| Européennes 2014    | 71                      |          | UMP      | 25,36    |          | FN       | 24,91    |          | PS       | 14,91    |          | MODEM    | 7,29     | 57,19    | Tour unique | Tour unique | Tour unique | Tour unique | Tour unique | Tour unique | Tour unique | Tour unique | Tour unique | Tour unique | Tour unique | Tour unique | Tour unique |
| Européennes 2014    | 89                      |          | FN       | 31,37    |          | UMP      | 21,99    |          | PS       | 12,02    |          | MODEM    | 7,74     | 55,03    | Tour unique | Tour unique | Tour unique | Tour unique | Tour unique | Tour unique | Tour unique | Tour unique | Tour unique | Tour unique | Tour unique | Tour unique | Tour unique |
| Européennes 2014    | 90                      |          | FN       | 30,24    |          | UMP      | 21,53    |          | PS       | 13,22    |          | MODEM    | 8,91     | 55,95    | Tour unique | Tour unique | Tour unique | Tour unique | Tour unique | Tour unique | Tour unique | Tour unique | Tour unique | Tour unique | Tour unique | Tour unique | Tour unique |
| Régionales 2015     | Bourgogne-Franche-Comté |          | FN       | 31,48    |          | UDI      | 24,00    |          | PS       | 22,99    |          | DLF      | 5,17     | 49,44    |             | PS          | 34,67       |             | UDI         | 32,89       |             | FN          | 32,44       | Pas de 4e   | Pas de 4e   | Pas de 4e   | 38,85       |
| Régionales 2015     | 21                      |          | UDI      | 30,75    |          | FN       | 27,71    |          | PS       | 22,26    |          | DLF      | 4,33     | 47,38    |             | UDI         | 38,55       |             | PS          | 32,98       |             | FN          | 28,47       | Pas de 4e   | Pas de 4e   | Pas de 4e   | 36,95       |
| Régionales 2015     | 25                      |          | FN       | 31,74    |          | PS       | 26,09    |          | UDI      | 22,78    |          | DLF      | 4,35     | 48,32    |             | PS          | 37,42       |             | FN          | 31,29       |             | UDI         | 31,29       | Pas de 4e   | Pas de 4e   | Pas de 4e   | 37,14       |
| Régionales 2015     | 39                      |          | FN       | 29,93    |          | UDI      | 23,34    |          | PS       | 23,19    |          | DLF      | 5,57     | 47,88    |             | PS          | 36,11       |             | UDI         | 32,89       |             | FN          | 31,00       | Pas de 4e   | Pas de 4e   | Pas de 4e   | 36,64       |
| Régionales 2015     | 58                      |          | FN       | 31,36    |          | PS       | 24,51    |          | UDI      | 18,06    |          | FG       | 7,36     | 52,04    |             | PS          | 39,38       |             | FN          | 33,83       |             | UDI         | 26,79       | Pas de 4e   | Pas de 4e   | Pas de 4e   | 42,16       |
| Régionales 2015     | 70                      |          | FN       | 37,35    |          | PS       | 23,88    |          | UDI      | 20,89    |          | DLF      | 4,76     | 44,79    |             | FN          | 38,54       |             | PS          | 33,14       |             | UDI         | 28,33       | Pas de 4e   | Pas de 4e   | Pas de 4e   | 34,71       |
| Régionales 2015     | 71                      |          | FN       | 28,99    |          | UDI      | 25,12    |          | PS       | 22,89    |          | DLF      | 6,31     | 53,17    |             | PS          | 34,91       |             | UDI         | 34,42       |             | FN          | 30,68       | Pas de 4e   | Pas de 4e   | Pas de 4e   | 42,28       |
| Régionales 2015     | 89                      |          | FN       | 36,19    |          | UDI      | 22,45    |          | PS       | 18,42    |          | DLF      | 6,23     | 50,68    |             | FN          | 37,63       |             | UDI         | 32,73       |             | PS          | 29,64       | Pas de 4e   | Pas de 4e   | Pas de 4e   | 40,95       |
| Régionales 2015     | 90                      |          | FN       | 34,76    |          | PS       | 20,72    |          | UDI      | 18,76    |          | MODEM    | 7,99     | 49,71    |             | FN          | 35,30       |             | PS          | 34,40       |             | UDI         | 30,30       | Pas de 4e   | Pas de 4e   | Pas de 4e   | 39,08       |
| Présidentielle 2017 | Bourgogne-Franche-Comté |          | FN       | 25,09    |          | EM       | 21,89    |          | LR       | 19,70    |          | LFI      | 17,93    | 20,63    |             | EM          | 60,48       |             | FN          | 39,52       | Pas de 3e   | Pas de 3e   | Pas de 3e   | Pas de 4e   | Pas de 4e   | Pas de 4e   | 22,65       |
| Présidentielle 2017 | 21                      |          | EM       | 23,65    |          | FN       | 22,52    |          | LR       | 21,26    |          | LFI      | 17,84    | 19,04    |             | EM          | 64,17       |             | FN          | 35,83       | Pas de 3e   | Pas de 3e   | Pas de 3e   | Pas de 4e   | Pas de 4e   | Pas de 4e   | 21,42       |
| Présidentielle 2017 | 25                      |          | FN       | 23,45    |          | EM       | 22,50    |          | LR       | 21,09    |          | LFI      | 17,88    | 20,68    |             | EM          | 63,77       |             | FN          | 36,23       | Pas de 3e   | Pas de 3e   | Pas de 3e   | Pas de 4e   | Pas de 4e   | Pas de 4e   | 22,98       |
| Présidentielle 2017 | 39                      |          | FN       | 24,14    |          | EM       | 21,33    |          | LFI      | 20,28    |          | LR       | 18,97    | 19,19    |             | EM          | 61,37       |             | FN          | 38,63       | Pas de 3e   | Pas de 3e   | Pas de 3e   | Pas de 4e   | Pas de 4e   | Pas de 4e   | 21,58       |
| Présidentielle 2017 | 58                      |          | FN       | 24,76    |          | EM       | 22,71    |          | LFI      | 19,16    |          | LR       | 17,25    | 22,24    |             | EM          | 59,92       |             | FN          | 40,08       | Pas de 3e   | Pas de 3e   | Pas de 3e   | Pas de 4e   | Pas de 4e   | Pas de 4e   | 23,95       |
| Présidentielle 2017 | 70                      |          | FN       | 31,36    |          | EM       | 19,59    |          | LR       | 18,05    |          | LFI      | 15,88    | 19,52    |             | EM          | 51,71       |             | FN          | 48,29       | Pas de 3e   | Pas de 3e   | Pas de 3e   | Pas de 4e   | Pas de 4e   | Pas de 4e   | 20,81       |
| Présidentielle 2017 | 71                      |          | FN       | 24,28    |          | EM       | 22,33    |          | LR       | 19,39    |          | LFI      | 17,83    | 21,35    |             | EM          | 61,63       |             | FN          | 38,37       | Pas de 3e   | Pas de 3e   | Pas de 3e   | Pas de 4e   | Pas de 4e   | Pas de 4e   | 23,29       |
| Présidentielle 2017 | 89                      |          | FN       | 28,52    |          | LR       | 19,91    |          | EM       | 19,63    |          | LFI      | 16,70    | 21,80    |             | EM          | 55,04       |             | FN          | 44,96       | Pas de 3e   | Pas de 3e   | Pas de 3e   | Pas de 4e   | Pas de 4e   | Pas de 4e   | 23,56       |
| Présidentielle 2017 | 90                      |          | FN       | 26,89    |          | EM       | 20,64    |          | LFI      | 19,10    |          | LR       | 17,70    | 22,71    |             | EM          | 58,18       |             | FN          | 41,82       | Pas de 3e   | Pas de 3e   | Pas de 3e   | Pas de 4e   | Pas de 4e   | Pas de 4e   | 24,33       |
| Européennes 2019    | Bourgogne-Franche-Comté |          | RN       | 26,26    |          | LREM     | 20,41    |          | EELV     | 11,62    |          | UDC      | 9,67     | 46,96    | Tour unique | Tour unique | Tour unique | Tour unique | Tour unique | Tour unique | Tour unique | Tour unique | Tour unique | Tour unique | Tour unique | Tour unique | Tour unique |
| Européennes 2019    | 21                      |          | RN       | 23,91    |          | LREM     | 22,46    |          | EELV     | 12,84    |          | UDC      | 9,40     | 45,89    | Tour unique | Tour unique | Tour unique | Tour unique | Tour unique | Tour unique | Tour unique | Tour unique | Tour unique | Tour unique | Tour unique | Tour unique | Tour unique |
| Européennes 2019    | 25                      |          | RN       | 22,54    |          | LREM     | 21,59    |          | EELV     | 13,84    |          | UDC      | 10,38    | 48,21    | Tour unique | Tour unique | Tour unique | Tour unique | Tour unique | Tour unique | Tour unique | Tour unique | Tour unique | Tour unique | Tour unique | Tour unique | Tour unique |
| Européennes 2019    | 39                      |          | RN       | 24,55    |          | LREM     | 20,29    |          | EELV     | 13,01    |          | UDC      | 9,24     | 45,11    | Tour unique | Tour unique | Tour unique | Tour unique | Tour unique | Tour unique | Tour unique | Tour unique | Tour unique | Tour unique | Tour unique | Tour unique | Tour unique |
| Européennes 2019    | 58                      |          | RN       | 28,04    |          | LREM     | 19,45    |          | EELV     | 8,91     |          | UDC      | 7,08     | 46,37    | Tour unique | Tour unique | Tour unique | Tour unique | Tour unique | Tour unique | Tour unique | Tour unique | Tour unique | Tour unique | Tour unique | Tour unique | Tour unique |
| Européennes 2019    | 70                      |          | RN       | 32,80    |          | LREM     | 16,57    |          | EELV     | 10,06    |          | UDC      | 9,14     | 44,18    | Tour unique | Tour unique | Tour unique | Tour unique | Tour unique | Tour unique | Tour unique | Tour unique | Tour unique | Tour unique | Tour unique | Tour unique | Tour unique |
| Européennes 2019    | 71                      |          | RN       | 25,30    |          | LREM     | 21,27    |          | UDC      | 11,54    |          | EELV     | 10,51    | 49,06    | Tour unique | Tour unique | Tour unique | Tour unique | Tour unique | Tour unique | Tour unique | Tour unique | Tour unique | Tour unique | Tour unique | Tour unique | Tour unique |
| Européennes 2019    | 89                      |          | RN       | 31,85    |          | LREM     | 18,29    |          | EELV     | 9,83     |          | UDC      | 8,67     | 46,66    | Tour unique | Tour unique | Tour unique | Tour unique | Tour unique | Tour unique | Tour unique | Tour unique | Tour unique | Tour unique | Tour unique | Tour unique | Tour unique |
| Européennes 2019    | 90                      |          | RN       | 27,11    |          | LREM     | 19,08    |          | EELV     | 12,22    |          | UDC      | 9,21     | 48,00    | Tour unique | Tour unique | Tour unique | Tour unique | Tour unique | Tour unique | Tour unique | Tour unique | Tour unique | Tour unique | Tour unique | Tour unique | Tour unique |
| Régionales 2021     | Bourgogne-Franche-Comté |          | UG       | 26,52    |          | RN       | 23,19    |          | LR       | 21,04    |          | LREM     | 11,69    | 65,12    |             | UG          | 42,20       |             | LR          | 24,23       |             | RN          | 23,78       |             | LREM        | 9,79        | 63,46       |
| Régionales 2021     | 21                      |          | UG       | 24,68    |          | RN       | 22,02    |          | LR       | 21,42    |          | LREM     | 12,92    | 63,93    |             | UG          | 41,94       |             | LR          | 25,21       |             | RN          | 22,15       |             | LREM        | 10,70       | 67,09       |
| Régionales 2021     | 25                      |          | UG       | 32,17    |          | RN       | 22,47    |          | LR       | 19,26    |          | EELV     | 10,15    | 65,94    |             | UG          | 46,92       |             | RN          | 23,33       |             | LR          | 22,38       |             | LREM        | 7,36        | 64,16       |
| Régionales 2021     | 39                      |          | UG       | 29,25    |          | LR       | 22,05    |          | RN       | 20,56    |          | EELV     | 11,99    | 64,47    |             | UG          | 45,56       |             | LR          | 25,43       |             | RN          | 21,74       |             | LREM        | 7,21        | 62,80       |
| Régionales 2021     | 58                      |          | LREM     | 25,40    |          | UG       | 23,20    |          | RN       | 23,03    |          | LR       | 10,38    | 65,96    |             | UG          | 40,38       |             | RN          | 24,27       |             | LREM        | 22,58       |             | LR          | 12,77       | 63,14       |
| Régionales 2021     | 70                      |          | UG       | 29,10    |          | RN       | 26,98    |          | LR       | 19,81    |          | LREM     | 9,79     | 59,84    |             | UG          | 41,06       |             | RN          | 28,62       |             | LR          | 21,73       |             | LREM        | 8,60        | 57,30       |
| Régionales 2021     | 71                      |          | LR       | 28,68    |          | UG       | 24,42    |          | RN       | 19,85    |          | LREM     | 10,93    | 67,43    |             | UG          | 39,82       |             | LR          | 32,07       |             | RN          | 19,45       |             | LREM        | 8,65        | 66,13       |
| Régionales 2021     | 89                      |          | RN       | 30,15    |          | UG       | 22,78    |          | LR       | 18,50    |          | LREM     | 10,66    | 65,08    |             | UG          | 38,31       |             | RN          | 31,01       |             | LR          | 21,86       |             | LREM        | 8,82        | 63,84       |
| Régionales 2021     | 90                      |          | UG       | 24,15    |          | RN       | 23,93    |          | LR       | 19,78    |          | EELV     | 11,55    | 66,77    |             | UG          | 43,28       |             | LR          | 24,03       |             | RN          | 23,95       |             | LREM        | 8,75        | 70,35       |
| Présidentielle 2022 | Bourgogne-Franche-Comté |          | RN       | 27,35    |          | LREM     | 26,31    |          | LFI      | 18,56    |          | REC      | 7,15     | 22,92    |             | LREM        | 52,88       |             | RN          | 47,12       | Pas de 3e   | Pas de 3e   | Pas de 3e   | Pas de 4e   | Pas de 4e   | Pas de 4e   | 25,17       |
| Présidentielle 2022 | 21                      |          | LREM     | 28,55    |          | RN       | 24,44    |          | LFI      | 19,05    |          | REC      | 7,66     | 21,23    |             | LREM        | 57,27       |             | RN          | 42,73       | Pas de 3e   | Pas de 3e   | Pas de 3e   | Pas de 4e   | Pas de 4e   | Pas de 4e   | 24,41       |
| Présidentielle 2022 | 25                      |          | LREM     | 27,55    |          | RN       | 24,07    |          | LFI      | 20,06    |          | REC      | 7,03     | 22,83    |             | LREM        | 57,16       |             | RN          | 42,84       | Pas de 3e   | Pas de 3e   | Pas de 3e   | Pas de 4e   | Pas de 4e   | Pas de 4e   | 25,91       |
| Présidentielle 2022 | 39                      |          | RN       | 26,29    |          | LREM     | 24,88    |          | LFI      | 19,89    |          | REC      | 6,65     | 21,84    |             | LREM        | 53,07       |             | RN          | 46,93       | Pas de 3e   | Pas de 3e   | Pas de 3e   | Pas de 4e   | Pas de 4e   | Pas de 4e   | 24,06       |
| Présidentielle 2022 | 58                      |          | RN       | 29,20    |          | LREM     | 25,51    |          | LFI      | 17,72    |          | REC      | 6,56     | 25,20    |             | RN          | 50,11       |             | LREM        | 49,89       | Pas de 3e   | Pas de 3e   | Pas de 3e   | Pas de 4e   | Pas de 4e   | Pas de 4e   | 26,64       |
| Présidentielle 2022 | 70                      |          | RN       | 34,60    |          | LREM     | 22,42    |          | LFI      | 15,65    |          | REC      | 7,18     | 21,97    |             | RN          | 56,88       |             | LREM        | 43,12       | Pas de 3e   | Pas de 3e   | Pas de 3e   | Pas de 4e   | Pas de 4e   | Pas de 4e   | 22,80       |
| Présidentielle 2022 | 71                      |          | LREM     | 27,61    |          | RN       | 27,39    |          | LFI      | 17,49    |          | REC      | 6,91     | 23,67    |             | LREM        | 53,33       |             | RN          | 46,67       | Pas de 3e   | Pas de 3e   | Pas de 3e   | Pas de 4e   | Pas de 4e   | Pas de 4e   | 25,39       |
| Présidentielle 2022 | 89                      |          | RN       | 31,25    |          | LREM     | 24,14    |          | LFI      | 17,90    |          | REC      | 7,33     | 24,18    |             | RN          | 51,59       |             | LREM        | 48,41       | Pas de 3e   | Pas de 3e   | Pas de 3e   | Pas de 4e   | Pas de 4e   | Pas de 4e   | 25,94       |
| Présidentielle 2022 | 90                      |          | RN       | 27,37    |          | LREM     | 24,07    |          | LFI      | 20,96    |          | REC      | 8,02     | 23,73    |             | LREM        | 51,44       |             | RN          | 48,56       | Pas de 3e   | Pas de 3e   | Pas de 3e   | Pas de 4e   | Pas de 4e   | Pas de 4e   | 26,68       |

#### Circonscriptions législatives
La Bourgogne-Franche-Comté compte au total 27 circonscriptions (soit une moyenne de 103 910 habitants par circonscription) :
| Côte-d'Or                                                                                                 | Doubs | Jura                                                            | Nièvre                                     |
| --- | --- | --------------------------------------------------------------- | ------------------------------------------ |
| - 1re circonscription - 2e circonscription - 3e circonscription - 4e circonscription - 5e circonscription | - 1re circonscription - 2e circonscription - 3e circonscription - 4e circonscription - 5e circonscription | - 1re circonscription - 2e circonscription - 3e circonscription | - 1re circonscription - 2e circonscription |
| Haute-Saône                                                                                               | Saône-et-Loire                                                                                            | Yonne                                                           | Territoire de Belfort                      |
| - 1re circonscription - 2e circonscription                                                                | - 1re circonscription - 2e circonscription - 3e circonscription - 4e circonscription - 5e circonscription | - 1re circonscription - 2e circonscription - 3e circonscription | - 1re circonscription - 2e circonscription |

| Circonscription | Député.e.s et leurs groupes à l'assemblée nationale | Député.e.s et leurs groupes à l'assemblée nationale | Député.e.s et leurs groupes à l'assemblée nationale | Député.e.s et leurs groupes à l'assemblée nationale | Député.e.s et leurs groupes à l'assemblée nationale | Député.e.s et leurs groupes à l'assemblée nationale | Député.e.s et leurs groupes à l'assemblée nationale | Député.e.s et leurs groupes à l'assemblée nationale | Député.e.s et leurs groupes à l'assemblée nationale | Député.e.s et leurs groupes à l'assemblée nationale | Député.e.s et leurs groupes à l'assemblée nationale | Député.e.s et leurs groupes à l'assemblée nationale |
| Circonscription | Côte-d'Or                                           | Côte-d'Or                                           | Côte-d'Or                                           | Doubs                                               | Doubs                                               | Doubs                                               | Jura                                                | Jura                                                | Jura                                                | Nièvre                                              | Nièvre                                              | Nièvre                                              |
| --------------- | --------------------------------------------------- | --------------------------------------------------- | --------------------------------------------------- | --------------------------------------------------- | --------------------------------------------------- | --------------------------------------------------- | --------------------------------------------------- | --------------------------------------------------- | --------------------------------------------------- | --------------------------------------------------- | --------------------------------------------------- | --------------------------------------------------- |
| Première        |                                                     | UG-NFP                                              | Océane Godard                                       |                                                     | Ens                                                 | Laurent Croizier                                    |                                                     | Ens                                                 | Danielle Brulebois                                  |                                                     | Ens                                                 | Perrine Goulet                                      |
| Deuxième        |                                                     | UG-NFP                                              | Catherine Hervieu                                   |                                                     | UG-NFP                                              | Dominique Voynet                                    |                                                     | LR                                                  | Marie-Christine Dalloz                              |                                                     | RN                                                  | Julien Guibert                                      |
| Troisième       |                                                     | UG-NFP                                              | Pierre Pribetich                                    |                                                     | ÀD!                                                 | Matthieu Bloch                                      |                                                     | LR                                                  | Justine Gruet                                       |                                                     |                                                     |                                                     |
| Quatrième       |                                                     | LR                                                  | Hubert Brigand                                      |                                                     | RN                                                  | Géraldine Grangier                                  |                                                     |                                                     |                                                     |                                                     |                                                     |                                                     |
| Cinquième       |                                                     | RN                                                  | René Lioret                                         |                                                     | LR                                                  | Annie Genevard                                      |                                                     |                                                     |                                                     |                                                     |                                                     |                                                     |
| Circonscription | Haute-Saône                                         | Haute-Saône                                         | Haute-Saône                                         | Saône-et-Loire                                      | Saône-et-Loire                                      | Saône-et-Loire                                      | Yonne                                               | Yonne                                               | Yonne                                               | Territoire de Belfort                               | Territoire de Belfort                               | Territoire de Belfort                               |
| Première        |                                                     | RN                                                  | Antoine Villedieu                                   |                                                     | Ens                                                 | Benjamin Dirx                                       |                                                     | RN                                                  | Daniel Grenon                                       |                                                     | LR                                                  | Ian Boucard                                         |
| Deuxième        |                                                     | RN                                                  | Émeric Salmon                                       |                                                     | LR                                                  | Josiane Corneloup                                   |                                                     | ÀD!                                                 | Sophie-Laurence Roy                                 |                                                     | UG-NFP                                              | Florian Chauche                                     |
| Troisième       |                                                     |                                                     |                                                     |                                                     | RN                                                  | Aurélien Dutremble                                  |                                                     | RN                                                  | Julien Odoul                                        |                                                     |                                                     |                                                     |
| Quatrième       |                                                     |                                                     |                                                     |                                                     | ÀD!                                                 | Éric Michoux                                        |                                                     |                                                     |                                                     |                                                     |                                                     |                                                     |
| Cinquième       |                                                     |                                                     |                                                     |                                                     | RN                                                  | Arnaud Sanvert                                      |                                                     |                                                     |                                                     |                                                     |                                                     |                                                     |

### Grands espaces de coopération intercommunale
La région compte deux pôles métropolitains : le pôle métropolitain Centre Franche-Comté, composé des agglomérations de Besançon, Dole, Lons-le-Saunier, Pontarlier, Vesoul et Morteau, totalise 362 000 habitants.
Le pôle métropolitain Nord Franche-Comté s'organise autour du Grand Belfort et du Pays de Montbéliard et intègre également les trois communautés de commune des Vosges du Sud, du Sud Territoire du Pays d'Héricourt. Il comptait 306 000 habitants en 2017.

## Population et société

### Démographie
Le département le plus peuplé est la Saône-et-Loire. Après le plus petit département, le Territoire de Belfort (609 km2, 230 hab./km2) qui fait exception, le Doubs est le département le plus dense de la région, avec une densité proche de la moyenne métropolitaine (104,8 hab./km2). Les autres départements sont beaucoup moins denses. La superficie du territoire de Bourgogne-Franche-Comté représente 9 % du territoire national, soit la 5e région française, mais la densité de population est deux fois moindre que la moyenne : la région compte 2,8 millions d'habitants soit 4,4 % de la population nationale.

#### Évolution de la population régionale
| 1851      | 1856      | 1861      | 1866      | 1872      | 1876      | 1881      | 1886      | 1891      |
| --------- | --------- | --------- | --------- | --------- | --------- | --------- | --------- | --------- |
| 2 698 661 | 2 605 628 | 2 637 660 | 2 669 856 | 2 615 613 | 2 665 905 | 2 679 708 | 2 673 879 | 2 625 732 |

| 1896      | 1901      | 1906      | 1911      | 1921      | 1926      | 1931      | 1936      | 1946      |
| --------- | --------- | --------- | --------- | --------- | --------- | --------- | --------- | --------- |
| 2 585 492 | 2 546 278 | 2 516 332 | 2 469 670 | 2 256 210 | 2 266 290 | 2 256 983 | 2 219 590 | 2 161 043 |

| 1954      | 1962      | 1968      | 1975      | 1982      | 1990      | 1999      | 2006      | 2010      |
| --------- | --------- | --------- | --------- | --------- | --------- | --------- | --------- | --------- |
| 2 230 851 | 2 353 727 | 2 495 379 | 2 631 260 | 2 680 103 | 2 706 929 | 2 727 126 | 2 779 451 | 2 813 878 |

| 2015      | 2020      | 2022      | - | - | - | - | - | - |
| --------- | --------- | --------- | - | - | - | - | - | - |
| 2 820 940 | 2 801 695 | 2 803 977 | - | - | - | - | - | - |

#### Évolution récente par département
Au 1er janvier 2021, les trois départements les plus peuplés, respectivement la Saône-et-Loire, le Doubs et la Côte-d'Or qui dépassent tous les trois les 500 000 habitants, représentaient largement plus de la moitié (58 %) de la population régionale totale.
Sur la période de 1968 à 2021, l'évolution démographique est proche de la moyenne nationale (+31 %) dans deux départements : le Doubs (+28 %) et la Côte-d'Or (+27 %). La hausse est plus modérée dans le Territoire de Belfort (+18 %) et dans l'Yonne (+18 %). Elle est trois fois moindre dans le Jura et la Haute-Saône avec un taux d'évolution de +11 % et +9 % dans ces deux départements. La population est restée stable en Saône-et-Loire tandis qu'elle a baissé continuellement dans la Nièvre qui a perdu 18 % de ses habitants depuis 1968.
Depuis le début du XXIe siècle (période 1999-2021), tous les départements de la région connaissent une évolution démographique inférieure à la moyenne nationale (+12 %). Le département du Doubs est celui dont la population a le plus augmenté sur cette période (+10 %), suivi de la Côte-d'Or (+6 %), du Jura (+3 %), du Territoire de Belfort (+2 %), de la Haute-Saône (+2 %) et la Saône-et-Loire (+1 %). L'évolution du nombre d'habitants est quasiment nulle dans l'Yonne tandis que la Nièvre connaît une baisse marquée (-10 %).
On remarque ainsi que la dynamique démographique est très inégale sur le territoire des deux régions : à l'ouest d'une ligne Dijon-Mâcon, la population vieillit et diminue. À l'est, elle est plus jeune et sa croissance est plus soutenue (notamment dans les agglomérations de Besançon et Dijon, ainsi que sur la bande frontalière avec la Suisse). La Franche-Comté comporte dans l'ensemble une population plus jeune et dynamique que la Bourgogne.
| Année               | Population au 1er janvier | Population au 1er janvier | Population au 1er janvier | Population au 1er janvier | Population au 1er janvier | Population au 1er janvier | Population au 1er janvier | Population au 1er janvier | Population au 1er janvier |
| Année               | Côte-d'Or                 | Doubs                     | Jura                      | Nièvre                    | Haute-Saône               | Saône-et-Loire            | Yonne                     | Territoire de Belfort     | Bourgogne-Franche-Comté   |
| ------------------- | ------------------------- | ------------------------- | ------------------------- | ------------------------- | ------------------------- | ------------------------- | ------------------------- | ------------------------- | ------------------------- |
| 1968                | 421 192                   | 426 458                   | 233 441                   | 247 702                   | 214 396                   | 550 364                   | 283 376                   | 118 450                   | 2 495 379                 |
| 1975                | 456 070                   | 471 082                   | 238 856                   | 245 212                   | 222 254                   | 569 810                   | 299 851                   | 128 125                   | 2 631 260                 |
| 1982                | 473 548                   | 477 163                   | 242 925                   | 239 635                   | 231 962                   | 571 852                   | 311 019                   | 131 999                   | 2 680 103                 |
| 1990                | 493 866                   | 484 770                   | 248 759                   | 233 278                   | 229 650                   | 559 413                   | 323 096                   | 134 097                   | 2 706 929                 |
| 1999                | 506 755                   | 499 062                   | 250 857                   | 225 198                   | 229 732                   | 544 893                   | 333 221                   | 137 408                   | 2 727 126                 |
| 2010                | 524 358                   | 527 770                   | 261 534                   | 219 584                   | 239 548                   | 555 663                   | 342 510                   | 142 911                   | 2 813 878                 |
| 2020                | 535 078                   | 545 209                   | 258 798                   | 202 670                   | 234 601                   | 551 063                   | 334 156                   | 140 120                   | 2 801 695                 |
| 2022                | 537 577                   | 548 662                   | 258 405                   | 202 299                   | 233 920                   | 549 136                   | 333 896                   | 140 082                   | 2 803 977                 |
| Évolution 1968-2022 | +27,6 %                   | +28,7 %                   | +10,7 %                   | −18,3 %                   | +9,1 %                    | −0,2 %                    | +17,8 %                   | +18,3 %                   | +12,4 %                   |
| Évolution 1999-2022 | +6,1 %                    | +9,9 %                    | +3,0 %                    | −10,2 %                   | +1,8 %                    | +0,8 %                    | +0,2 %                    | +1,9 %                    | +2,8 %                    |

#### Aires d'attraction
La région compte treize aires d'attraction de plus de 50 000 habitants, près d'un quart de la population régionale étant concentrée dans celles de Besançon et de Dijon.
|    | Aire d'attraction | Nombre de communes (2020) | Population (2019) | Variation moyenne annuelle 2008-2019 | Pop. (2008) | Variation 1999-2008 | Pop. (1999) | Variation 1990-1999 | Pop. (1990) | Variation 1982-1990 | Pop. (1982) |
| -- | ----------------- | ------------------------- | ----------------- | ------------------------------------ | ----------- | ------------------- | ----------- | ------------------- | ----------- | ------------------- | ----------- |
| 1  | Dijon             | 333                       | 412 189           | 0,40 %                               | 394 820     | 0,44 %              | 379 625     | 0,44 %              | 365 025     | 0,78 %              | 343 608     |
| 2  | Besançon          | 310                       | 280 868           | 0,42 %                               | 268 491     | 0,79 %              | 250 615     | 0,76 %              | 234 595     | 0,72 %              | 221 772     |
| 3  | Montbéliard       | 137                       | 180 026           | −0,15 %                              | 183 073     | −0,01 %             | 183 156     | −0,23 %             | 187 051     | −0,61 %             | 196 577     |
| 4  | Chalon-sur-Saône  | 109                       | 154 950           | 0,25 %                               | 150 814     | 0,44 %              | 145 092     | 0,18 %              | 142 774     | 0,30 %              | 139 409     |
| 5  | Mâcon             | 105                       | 137 435           | 0,64 %                               | 128 341     | 0,83 %              | 119 443     | 0,22 %              | 117 141     | 0,37 %              | 113 816     |
| 6  | Belfort           | 91                        | 133 038           | −0,03 %                              | 133 417     | 0,46 %              | 127 939     | 0,32 %              | 124 394     | 0,06 %              | 122 176     |
| 7  | Nevers            | 93                        | 114 731           | −0,52 %                              | 121 733     | −0,23 %             | 124 253     | −0,16 %             | 126 079     | 0,11 %              | 125 497     |
| 8  | Auxerre           | 104                       | 112 151           | −0,19 %                              | 114 510     | 0,36 %              | 110 957     | 0,22 %              | 108 822     | 0,43 %              | 105 208     |
| 9  | Sens              | 65                        | 81 240            | 0,29 %                               | 78 700      | 0,49 %              | 75 370      | 0,60 %              | 71 520      | 0,99 %              | 66 290      |
| 10 | Lons-le-Saunier   | 139                       | 71 347            | 0,08 %                               | 70 758      | 0,55 %              | 67 397      | 0,14 %              | 66 561      | 0,07 %              | 66 215      |
| 11 | Dole              | 87                        | 69 486            | 0,10 %                               | 68 767      | 0,52 %              | 65 677      | −0,05 %             | 65 980      | 0,33 %              | 64 270      |
| 12 | Vesoul            | 158                       | 67 216            | −0,07 %                              | 67 747      | 0,34 %              | 65 751      | 0,04 %              | 65 533      | 0,17 %              | 64 648      |
| 13 | Beaune            | 64                        | 50 493            | −0,13 %                              | 51 243      | 0,60 %              | 48 635      | 0,39 %              | 46 992      | 0,77 %              | 44 251      |

#### Unités urbaines
|    | Unité urbaine      | Nombre de communes (2020) | Population (2020) | Variation annuelle 2010-2020 | Population (2010) | Variation annuelle 1999-2010 | Population (1999) | Variation annuelle 1990-1999 | Population (1990) |
| -- | ------------------ | ------------------------- | ----------------- | ---------------------------- | ----------------- | ---------------------------- | ----------------- | ---------------------------- | ----------------- |
| 1  | Dijon              | 15                        | 248 466           | 0,48 %                       | 237 117           | 0,01 %                       | 236 953           | 0,31 %                       | 230 451           |
| 2  | Besançon           | 13                        | 140 290           | 0,17 %                       | 137 896           | 0,07 %                       | 136 902           | 0,46 %                       | 131 484           |
| 3  | Montbéliard        | 25                        | 112 848           | -0,21 %                      | 115 301           | -0,27 %                      | 118 868           | -0,39 %                      | 123 152           |
| 4  | Chalon-sur-Saône   | 13                        | 79 701            | 0,21 %                       | 78 051            | -0,20 %                      | 79 764            | -0,19 %                      | 81 144            |
| 5  | Belfort            | 16                        | 77 788            | -0,42 %                      | 81 167            | 0,13 %                       | 80 049            | 0,24 %                       | 78 387            |
| 6  | Mâcon              | 16                        | 61 497            | 0,43 %                       | 58 981            | 0,37 %                       | 56 673            | -0,22 %                      | 57 811            |
| 7  | Nevers             | 7                         | 58 231            | -0,55 %                      | 61 647            | -0,62 %                      | 66 162            | -0,28 %                      | 67 891            |
| 8  | Auxerre            | 3                         | 41 486            | -0,46 %                      | 43 467            | -0,34 %                      | 45 171            | -0,26 %                      | 46 244            |
| 9  | Sens               | 6                         | 38 784            | 0,70 %                       | 36 243            | -0,40 %                      | 37 931            | 0,15 %                       | 37 440            |
| 10 | Montceau-les-Mines | 5                         | 37 046            | -0,81 %                      | 40 301            | -0,46 %                      | 42 458            | -0,93 %                      | 46 338            |
| 11 | Le Creusot         | 6                         | 31 848            | -0,72 %                      | 34 316            | -0,96 %                      | 38 349            | -0,89 %                      | 41 681            |
| 12 | Dole               | 8                         | 30 373            | -0,16 %                      | 30 872            | 0,06 %                       | 30 686            | -0,53 %                      | 32 223            |
| 13 | Vesoul             | 8                         | 28 310            | -0,29 %                      | 29 155            | -0,23 %                      | 29 916            | 0,10 %                       | 29 647            |
| 14 | Lons-le-Saunier    | 11                        | 26 488            | -0,25 %                      | 27 161            | -2,3 %                       | 27 658            | -1,8 %                       | 28 175            |
| 15 | Pontarlier         | 4                         | 22 898            | 0,12 %                       | 22 634            | 0,30 %                       | 21 922            | 0,57 %                       | 20 850            |
| 16 | Beaune             | 1                         | 20 122            | -1,01 %                      | 22 394            | 0,20 %                       | 21 923            | 0,33 %                       | 21 289            |

| Dijon Besançon Montbéliard Belfort Chalon-sur-S. Nevers Mâcon Auxerre Montceau-les-M. Sens Le Creusot Dole Vesoul Lons-le-Saunier Beaune Pontarlier Autun Cosne-Cours-sur-L. Luxeuil-les-B. Héricourt Lure Saint-Claude Louhans Migennes Delle Morteau Champagnole Gray Joigny Paray-le-M. Beaucourt Hauts de Bienne Tavaux Digoin Decize Auxonne Gueugnon Champagney Chagny Avallon Pouilley-les-V. Pont-de-Roide Giromagny Tournus Is-sur-Tille Valdahon Nuits-St-G. Montbard Châtillon-sur-S. Genlis Villeneuve-sur-Y. Baume-les-D. Montchanin Saint-Vit |

### Éducation et enseignement
La région Bourgogne-Franche-Comté englobe les académies de Besançon et de Dijon.
Elle compte, à la rentrée 2013, 270 000 écoliers, 220 000 collégiens et lycéens et 75 000 étudiants de l’université ou des classes post-baccalauréat. Parmi eux, un peu moins de 20 000 jeunes suivent une formation en apprentissage.
Conséquence d’une démographie régionale atone, les effectifs scolarisés dans le premier degré ont diminué au cours des dernières années,
La répartition des étudiants par type d’études dans l’enseignement supérieur est proche de la structure métropolitaine mais la région Bourgogne-Franche-Comté est parmi les régions qui comptent le moins de diplômés du supérieur parmi les 25-34 ans. À l’inverse la proportion de titulaires d’un CAP ou équivalent place la région au deuxième rang des régions métropolitaines.
|                                   | Total   | Dont apprentissage | évolution 2013 / 2008 (en %) |
| --------------------------------- | ------- | ------------------ | ---------------------------- |
| 1er degré                         | 269 931 |                    | -1,4                         |
| 2e degré                          |         |                    |                              |
| 1er cycle                         | 131 415 |                    | 2,1                          |
| 2e cycle général et technologique | 57 100  |                    | 3,1                          |
| 2e cycle professionnel            | 41 963  | 14 740             | -11,4                        |
| Enseignement adapté               | 4 636   |                    | 4,0                          |
| Total 2e degré                    | 235 114 | 14 740             | -1,0                         |
| Enseignement supérieur (1)        | 80 142  | 5 030              | 4,3                          |
| Total                             | 585 187 | 19 770             | -0,5                         |

(1) y compris classes post-baccalauréat BTS et CPGE
sources : MESR-DGESUP-DGRI-SES ; ESA DEPP

#### Enseignement supérieur
Les deux établissements d'enseignement supérieur principaux, l'université de Bourgogne et l'université de Franche-Comté, se sont rassemblés en 2015 au sein d'une communauté d'universités et établissements, l'université Bourgogne - Franche-Comté (UBFC), dont le siège est à Besançon. Rassemblant un total d'environ 56 000 étudiants, elle est répartie sur 22 sites (par ordre décroissant d'effectif estudiantin) : Dijon, Besançon, Belfort, Montbéliard, Le Creusot, Auxerre, Nevers, Chalon-sur-Saône, Mâcon, Vesoul et Lons-le-Saunier. Elle comprend les établissements suivants, qui gardent leur autonomie juridique :
- l'université de Bourgogne,
- l'université Marie et Louis Pasteur siège à Besançon,
- l'Université de technologie de Belfort-Montbéliard,
- AgroSup Dijon,
- l'École nationale supérieure de mécanique et des microtechniques de Besançon,
- l'École supérieure des technologies et des affaires de Belfort,
- l'École supérieure de commerce de Dijon-Bourgogne,
- l'ENSAM Cluny[6].

Une des caractéristiques notables de la région est la « fuite » de ses diplômés : 49 % des étudiants ou natifs diplômés du supérieur de la région choisissent après leurs études de vivre dans une autre région.[réf. nécessaire]

### Santé
La région possède deux centres hospitaliers universitaires (CHU) : celui de Besançon et celui de Dijon. Il existe de nombreux centres hospitaliers plus modestes tel que celui de Vesoul ou encore l'hôpital Nord Franche-Comté.
L'espérance de vie à la naissance est, en 2013, proche de la moyenne nationale : 78 ans pour les hommes et 85 ans pour les femmes.
Les causes de mortalité sont d'abord : les cancers qui constituent la première cause de mortalité (28 %) suivis par les maladies cardiovasculaires (26 %).
Offre libérale de soins : La population bénéficie d’une offre libérale de soins de premier recours reposant sur près de 5 600 médecins généralistes, 6 400 infirmiers, 5 700 masseurs-kinésithérapeutes et 2 600 chirurgiens-dentistes. Ceux-ci interviennent en amont et en aval du secteur hospitalier. Ces professionnels de santé sont relativement peu nombreux. La région est déficitaire pour l’offre libérale de soins de premier recours, avec des densités en professionnels (nombre pour 10 000 habitants) faibles comparées à celles des autres régions françaises : elle compte ainsi 10 infirmiers pour 10 000 habitants soit 2,5 points de moins que la moyenne nationale. Cet écart est de 1,3 point pour les dentistes et de 2,6 points pour les masseurs-kinésithérapeutes. La région comprend 9,3 médecins généralistes pour 10 000 habitants, une densité inférieure de 0,5 point à la moyenne nationale.

### Sports
La Bourgogne-Franche-Comté compte 7 700 clubs de sports rassemblant 600 000 licenciés (21,4 % de la population, trois points en dessous de la moyenne nationale), mais avec une part plus élevée de femmes dans les licenciés (37,14 %).
Les 5 disciplines les plus pratiquées en Bourgogne-Franche-Comté sont :
- le football (101 000 licenciés) ;
- le tennis (36 000 licenciés) ;
- l'équitation (34 000 licenciés) ;
- le judo (25 000 licenciés) ;
- le handball (18 000 licenciés).

La région compte également 7 clubs professionnels (3 clubs de football, 2 de basket, 2 de handball féminin), 12 pôles de haut niveau, le CREPS et le Centre national de ski nordique et de moyenne montagne (CNSNMM) de Prémanon.

#### Clubs
Basket :
- JDA Dijon Basket
- Élan sportif chalonnais

Football :
Ligue 1 :
- Association de la jeunesse auxerroise (AJA)

National :
- Dijon Football Côte-d'Or (DFCO)
- Football Club Sochaux-Montbéliard (FCSM)

National 2 :
- Racing Besançon
- ASM Belfort

Rugby :
- USON Nevers rugby
- Racing Tango Chalonnais
- Olympique de Besançon Rugby
- Stade dijonnais Côte d'Or
- Club Sportif Beaunois

Handball :
- Entente sportive bisontine féminin
- Grand Besançon Doubs Handball
- Jeanne d’Arc Dijon Handball
- Dijon Métropole Handball

### Médias
La grande région est couverte par le réseau local des antennes de France 3 : ainsi, France 3 Bourgogne et France 3 Franche-Comté se sont associées pour former France 3 Bourgogne-Franche-Comté ; les rédactions de chacune des antennes gardent cependant leur indépendance et les journaux télévisés sont séparés.
Le réseau local de France Bleu est également présent (France Bleu Auxerre, France Bleu Besançon, France Bleu Bourgogne, France Bleu Belfort Montbéliard).
La grande région compte 34 radios associatives dont Diversité FM qui diffuse sur plusieurs régions, mais aussi d'autres telles que Radio Shalom, Auxois FM, Radio Avallon ou encore Villages FM.
La presse écrite varie d'un département à l'autre : ainsi, L'Est républicain est distribué en Franche-Comté sauf dans le Jura, où c'est Le Progrès qui est implanté. Le quotidien Le Bien public est distribué en Côte d'Or, à Chalon-sur-Saône est basé Le Journal de Saône-et-Loire et à Auxerre L'Yonne républicaine.

## Environnement

### Production d'énergies renouvelables
|                                                            | 2008    | 2010    | 2012    | 2015  | 2016    | 2017    | 2018    | 2019    | 2020    | 2021    | 2022    | 2023    | % 2023  |
| Éolien                                                     | 64      | 141     | 271     | 695,4 | 779,4   | 1 101,6 | 1 310,8 | 1 769,7 | 1 943,3 | 1 921,3 | 2.017,1 | 2.638,2 | 56,4 %  |
| Hydraulique ren.                                           | 1 000,5 | 877,4   | 1 050,4 | 727,6 | 944,2   | 620,8   | 803,1   | 862,2   | 704,1   | 982,5   | 707,9   | 842,9   | 18,0 %  |
| Solaire                                                    | 1,1     | 19,6    | 102,2   | 219,6 | 215,5   | 235,1   | 291,7   | 367,2   | 385,1   | 409,5   | 674,6   | 827,0   | 17,7 %  |
| Bioénergies                                                | 47,8    | 74,7    | 89,7    | 122,4 | 125,8   | 137,1   | 206,4   | 229,3   | 308,8   | 333,8   | 381,3   | 370,4   | 7,9 %   |
| Total                                                      | 1 113,4 | 1 112,7 | 1 513,3 | 1 765 | 2 064,9 | 2 094,6 | 2 612,0 | 3 228,4 | 3 341,3 | 3 647,2 | 3.780,9 | 4.678,5 | 100,0 % |
| Sources : Ministère de l'Écologie (base de données Pégase) |         |         |         |       |         |         |         |         |         |         |         |         |         |

### Faune et flore
La région compte plusieurs réserves naturelles où sont protégées la faune et la flore :
- Réserve naturelle nationale des Ballons comtois
- Réserve naturelle nationale du Bois du Parc
- Réserve naturelle nationale de la combe Lavaux-Jean Roland
- Réserve naturelle nationale de la grotte de Gravelle
- Réserve naturelle nationale de la grotte du Carroussel
- Réserve naturelle nationale de l'île du Girard
- Réserve naturelle nationale de La Truchère-Ratenelle
- Réserve naturelle nationale du lac de Remoray
- Réserve naturelle nationale du ravin de Valbois
- Réserve naturelle nationale du Sabot de Frotey
- Réserve naturelle nationale du val de Loire
- Réserve naturelle régionale de la basse vallée de la Savoureuse
- Réserve naturelle régionale de la côte de Mancy
- Réserve naturelle régionale du Crêt des Roches
- Réserve naturelle régionale du gouffre du creux à Pépé
- Réserve naturelle régionale de la grotte de Beaumotte
- Réserve naturelle régionale de la grotte de la Baume
- Réserve naturelle régionale de la grotte de la Baume noire
- Réserve naturelle régionale des grottes du Cirque
- Réserve naturelle régionale de la Loire bourguignonne
- Réserve naturelle régionale des Mardelles de Prémery
- Réserve naturelle régionale de la seigne des Barbouillons
- Réserve naturelle régionale de la tourbière de la Grande Pile
- Réserve naturelle régionale des tourbières de Frasne-Bouverans
- Réserve naturelle régionale des tourbières du Morvan
- Réserve naturelle régionale du Val-Suzon
- Réserve naturelle régionale du vallon de Fontenelay

### Parcs naturels
La région Bourgogne-Franche-Comté compte un parc national, le parc national de forêts et quatre parcs naturels régionaux (PNR) : le parc naturel régional du Morvan, le parc naturel régional des Ballons des Vosges, le parc naturel régional du Haut-Jura et le parc naturel régional du Doubs Horloger.

## Économie

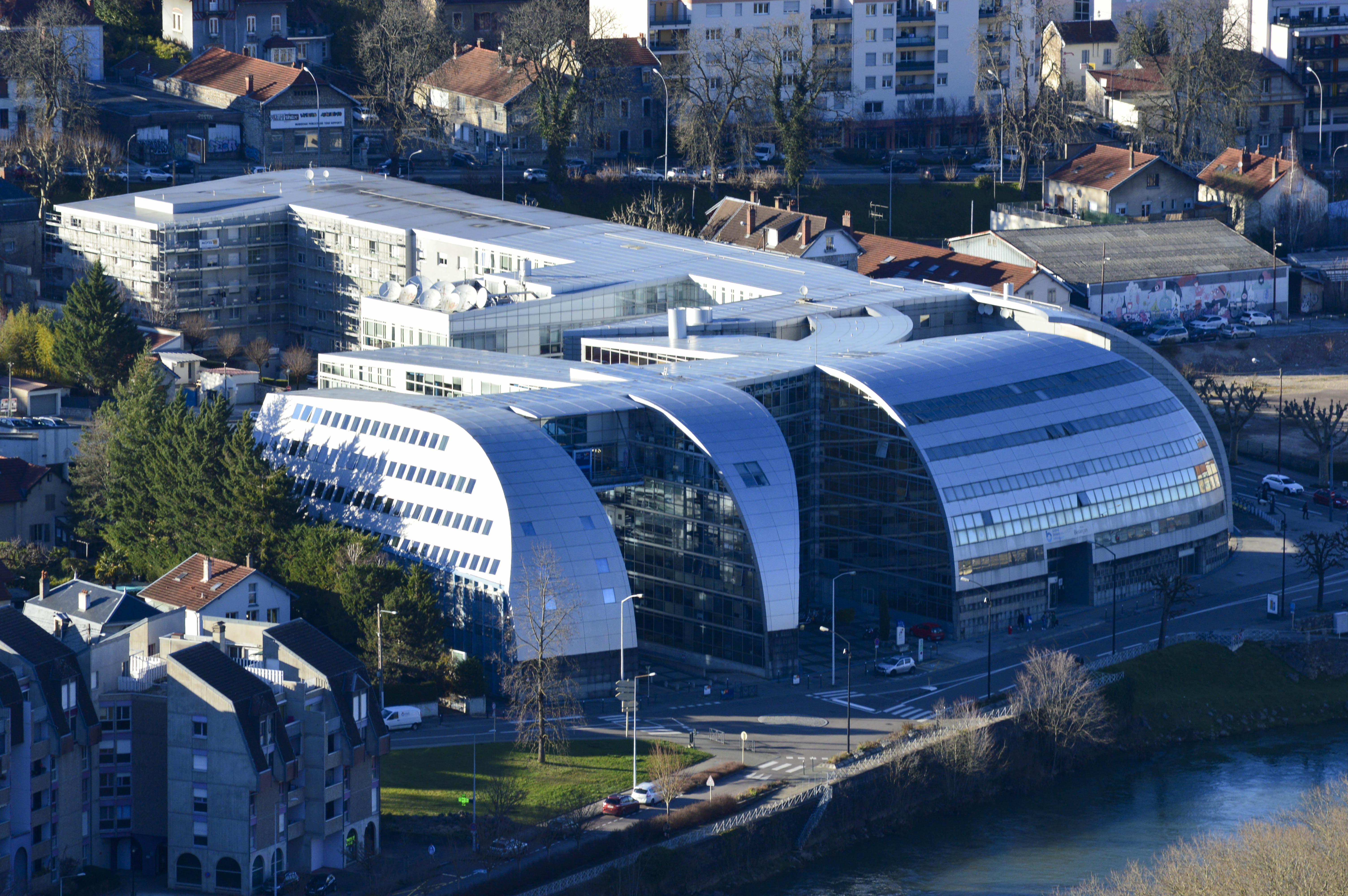
Le centre d'affaires de la City à Besançon.
Le quartier d'affaires Clemenceau à Dijon.

Selon France Stratégie, la fusion des deux régions était économiquement cohérente pour cinq départements sur huit tandis que trois départements (le Territoire de Belfort mais également la Nièvre et la Saône-et-Loire) seraient davantage soumis à l'attraction d'autres régions,.
Les deux régions partageaient déjà des liens économiques avant leur projet de fusion, notamment dans l'enseignement et la recherche comme la communauté d'universités et établissements de Bourgogne-Franche-Comté.
L'économie bourguignonne et franc-comtoise est tournée vers l'export : la région génère en 2016 le 2e meilleur excédent commercial français, sur 5 secteurs principaux :
- les produits liés à l'automobile ;
- la sidérurgie ;
- la production de machines ;
- la production de matériel électrique ;
- la production de boissons.

### Emploi
1,1 million d’emplois sont situés dans la région à la fin 2013 soit 4,1 % de l'emploi national.
La région possède deux villes métropoles, Besançon et Dijon, et il existe sept aires urbaines peu distantes les unes des autres : Chalon-sur-Saône, Beaune, Dijon, Dole, Besançon, Montbéliard et Belfort. Ces sept aires constituent un arc urbain de 1,1 million d’habitants et de 486 000 emplois. Quatre autres zones significatives existent : Mâcon, Nevers, Sens et Auxerre. Mâcon est davantage tournée vers la métropole lyonnaise. L’aire urbaine de Nevers est isolée du reste de la région par sa position excentrée. L’agglomération de Sens, excentrée elle aussi, se situe dans le prolongement de l’aire d’influence de Paris. L’aire urbaine d’Auxerre est également relativement isolée bien qu'au cœur urbain de la région.
En tout, 25 zones d'emploi sont identifiées dans la région, même si cinq d'entre-elles rassemblent en 2016 56 % des emplois de la région : Dijon (193 050), Belfort-Montbéliard-Héricourt (133 730), Besançon (125 400), Auxerre (81 030), Châlon-sur-Saône (73 570).
La région a un profil davantage industriel (1re région de France en part d'emploi industriel) et agricole (2e région en création de valeur ajoutée) comparée aux autres régions françaises, même si le secteur tertiaire concentre la grande majorité des emplois (71,7 % de l'emploi).
| Tertiaire marchand     | 38,8 % |
| Tertiaire non marchand | 32,9 % |
| Industrie              | 17,3 % |
| BTP                    | 6.9 %  |
| Agriculture            | 4,1 %  |

### Industries
L'industrie, qui s'est développée dès le XIXe siècle (charbon de Montceau-les-Mines, sidérurgie du Creusot, mines de La Machine), a connu un nouvel essor après 1945, particulièrement dans la vallée de la Saône (Mâcon, Chalon-sur-Saône), à Dijon et dans l'Yonne, mais n'a pas été épargnée par la crise. Parmi les entreprises internationales implantées en Bourgogne peuvent être citées Amora Maille (groupe Unilever), dont les usines d'Appoigny (Yonne) et de Dijon (Côte-d'Or) ont fermé fin août 2009, les laboratoires pharmaceutiques URGO à Chenôve et Chevigny-Saint-Sauveur, l'usine Fulmen, plus gros employeur d'Auxerre (usine fermée), les Laboratoires Vendôme (Le petit Marseillais…) à Quetigny (Dijon Métropole) et l'usine historique du groupe SEB à Selongey.
En revanche, le nord de la région, pauvre en grandes entreprises, a profité de l'installation d'industries moins lourdes, plus diversifiées : parachimie, industrie pharmaceutique, électronique, plasturgie, papeterie, industries mécaniques et automobiles, agroalimentaire.
Rassemblant 17,3 % des emplois régionaux (170 390 postes), l'industrie contribue à la création de 18,5 % de la valeur ajoutée de la Région. 4 secteurs rassemble 60 % des emplois industriels :
- la métallurgie et fabrication de produits métalliques (19 %, 33 930 emplois),
- la fabrication de matériel de transports (15 %, 25 820 emplois),
- l'agro-alimentaire (14 %, 21 540 emplois),
- fabrication de produits en caoutchouc (10 %, 18 650 emplois)

C'est naturellement ce secteur qui supporte la majeure partie des dépenses en recherche et développement (78 % des dépenses R&D de la région).

#### Pôles de compétitivité
Depuis 2005, la Bourgogne affiche la présence de deux pôles de compétitivité : le Pôle Nucléaire Bourgogne et Vitagora Goût-Nutrition-Santé (agroalimentaire).
La Bourgogne a créé la Super Cocotte Seb, les avions Jodel et les collants Dim dans les années 1950. Désormais, elle fabrique le cœur des centrales nucléaires, les bogies du TGV, les pansements Urgo et les cosmétiques des Laboratoires Vendôme.

#### Fleurons industriels
Le site industriel Peugeot - Citroën Sochaux est le premier de France avec 7 000 salariés en septembre 2019. Il produit actuellement[Quand ?] les Peugeot 308 I et II, Peugeot 3008, Peugeot 5008 et la Citroën DS5. L'usine PSA de Vesoul du même groupe compte plus de trois mille salariés. La famille Peugeot est originaire de Franche-Comté où se sont développées les premières entreprises portant ce nom.
Le groupe Bel, fabricant de produits laitiers tels que La vache qui rit, Mini Babybel, Kiri, Leerdammer, Boursin, est originaire du Jura et possède des usines à Dole et Lons-le-Saunier.
Le groupe chimique belge Solvay possède à Tavaux, à côté de Dole, son plus grand site, couvrant près de 300 hectares.
À Belfort se situent les usines Alstom spécialisées dans la production ferroviaire, notamment pour les TGV, ainsi que l'ingénierie et les ateliers de General Electric (GE Vernova] construisant des alternateurs, des turbines à vapeur et des turbines à combustion industriels.
Au Creusot se trouve l'ancien site industriel de Creusot-Loire aujourd'hui composé de Areva Creusot-Forge, Industeel (ArcelorMittal), Thermodyn (General Electric) et Alstom Transport, ainsi que d'usines plus récentes, comme Snecma (Safran).
À Chalon-sur-Saône et Saint-Marcel, à l'est de Chalon-sur-Saône, sont implantées deux usines Areva avec environ mille salariés chacune.
Parmi les entreprises internationales implantées en Bourgogne peuvent aussi être citées Amora Maille (groupe Unilever), dont les usines d'Appoigny (Yonne, fermée) et de Chevigny-Saint-Sauveur, le groupe Urgo (produits pharmaceutiques) à Chenôve et Chevigny-Saint-Sauveur, l'usine Fulmen, plus gros employeur d'Auxerre (usine fermée), les Laboratoires Vendôme (Le petit Marseillais…) à Quetigny (Dijon Métropole) et l'usine historique du groupe SEB à Selongey.

### Agriculture
Avec 43 000 emplois (4,1 % du total), l'agriculture contribue à 4 % de la valeur ajoutée régionale (2 points de plus que la moyenne française), grâce notamment à des filières d'excellence (vin, fromages d’appellation, broutard charolais et volailles de Bresse). On distingue 4 grandes filières :
- l'élevage bovin-laitier à l'est,
- l'élevage allaitant au sud-ouest,
- les grandes cultures au nord,
- la viticulture sur des secteurs localisés.

La part d'agriculture biologique s'élève en 2018 à 7 % de la surface agricole utile (SAU), ce qui en fait la 8e région de France sur la production engagée en bio.

#### Productions végétales
- Céréales : les céréales sont présentes dans l'ensemble de la région, elles sont utilisées pour le bétail ou pour des produits alimentaires. .En 2022, l’assolement en céréales est couvert à 50 % de blé tendre soit 362 000 hectares, à 30 % d’orge (215 000 ha) et à 10 % de maïs grain (65 000 ha). Toutes céréales confondues, en 2021, 4,7 millions de tonnes ont été produites en Bourgogne-Franche-Comté soit le 7e rang des producteurs nationaux[46].
- Colza : ces exploitations se trouvent majoritairement dans l'Yonne et sont typiquement régionales.

#### Productions animales
- Charolais de Bourgogne (IGP)
- Volaille de Bresse (4 AOP) : le poulet de Bresse, poularde et chapon de Bresse, produit agricole destiné à l'alimentation humaine et dont l'appellation d'origine bénéficie d'une appellation d'origine contrôlée (AOC) depuis 1957. Elle est élevée en lignée pure par des éleveurs sélectionneurs, afin d'en préserver son patrimoine génétique et d'en améliorer ses qualités tout en sélectionnant les sujets conformes au standard. Depuis une loi de 1957, volaille de Bresse, poulet de Bresse, chapon de Bresse, poularde de Bresse sont des appellations d'origine préservées grâce à une appellation d'origine contrôlée (AOC) française désignant des pratiques d'élevage et une origine. Cette loi confirme l'aire de production déterminée par un jugement du tribunal civil de Bourg-en-Bresse de 1936 : la volaille de Bresse est produite dans un terroir à la superficie assez limitée (100 km sur 40 km) située sur les départements de l'Ain, de Saône-et-Loire et du Jura. Les villes les plus importantes dans l'élevage de la volaille de Bresse sont Bourg-en-Bresse, Louhans, Pont-de-Vaux et Montrevel-en-Bresse.
- Fromages : 14 AOP/AOC dont le bleu de Gex Haut-Jura, le chaource, le charolais, le crottin de Chavignol, le comté, l'époisses, le langres, le mâconnais, le mont d'or, le morbier et deux IGP, emmental grand cru Est-Central et gruyère de France.
- Salaisons : saucisse de Montbéliard, saucisse de Morteau.

#### Production viticole
- Vignoble de Bourgogne (100 AOC, 5 IGP) : il s'étend sur 29 500 hectares en 2008, dont 25 000 ha classés en AOC, ces appellations étant au nombre de 84. La Bourgogne produit des vins rouges, à base des cépages pinot noir et gamay, et des vins blancs, à bases de cépages chardonnay et aligoté. Il est produit plus de vins blancs que de vins rouges, soit 60,5 % de vins blancs, 31,5 % de vins rouges et rosés et 8 % de crémant.
- Vignoble du Jura : le vignoble du Jura s'étend sur 2 050 hectares dont 1 850 hectares produisent les 4 AOC géographiques : Arbois, Côtes-du-jura, l’Étoile et Château-Chalon et deux AOC produits : crémant-du-Jura et macvin du Jura.

#### Autres productions
- Sylviculture

Avec trois grands massifs forestiers (Morvan, Jura, Vosges) la Bourgogne-Franche-Comté dispose d'importantes ressources forestières (1,75 million d'hectares), cependant parfois d'accès difficile. 6 000 établissements sont recensés dans ce secteur.
- Cassis de Bourgogne : d'après les statistiques du ministère de l'Agriculture de 1927, la Côte d'Or était leader de la production avec 40 % des tonnages. En 2001, à Nuits-Saint-Georges au sud de Dijon, s'est ouvert le Cassissium, musée consacré à l'étude du cassis qui propose une documentation spécialisée sur cette baie, ainsi qu'une visite guidée de liquoristerie.

- Brassiculture

L’Ordre du houblon est né à Beaune.
Jean sans Peur, duc de Bourgogne de 1404 à 1419, a encouragé la culture du houblon en Bourgogne et en Flandre, contribuant ainsi à l’expansion de son utilisation dans le brassage de la bière en France.
La création de l’ordre du houblon en 1419 impose l’usage du houblon dans le processus de brassage pour améliorer et stabiliser le goût de la bière. On lui reconnait déjà également ses qualités antiseptiques et aromatiques.
Un édit datant de 1435 impose le nom de « bière » à la boisson, jusque-là connue en tant que cervoise.
La Bourgogne est une terre céréalière.
La Bourgogne est devenue la 3e région de France productrice d’orge, un des piliers dans le processus de brassage. 
En effet, la Bourgogne peut se vanter de 750 000 hectares dédiés à la culture de céréales avec 5 millions de tonnes de céréales produites par an, dont 1,4 Mt d’orge et 2,4 Mt de blé tendre (Source : ViaVoice-Passion Céréales 2020).
Les orges récoltés pour la fabrication de malt doivent avoir un taux de protéines très faible et les agriculteurs de la région sont reconnus pour leur maîtrise de techniques culturales pour obtenir une qualité optimale d’orges brassicoles. 
Précoce ou tardif sont des houblons bourguignons.
La région voit se développer des houblonnières ainsi que des houblons spécifiques à ce terroir tels que le Précoce et le Tardif de Bourgogne. 
Aux environs de 1854, le houblon commence à se cultiver autour de Seurre, dans la Saône, avec d’excellents rendements. En 1927, la région était dotée de 910 hectares de houblonnières, soit un quart de la surface cultivée en France. 
D’ailleurs, entre la fin du XIXe siècle et les années 1960, la plaine de Saône est un lieu privilégié pour cultiver du houblon. 97% des plantations de la région se trouvent maintenant au Nord Est de Dijon. La surface de plantation de houblonnières est aujourd’hui autour des 800 hectares. 
Le Précoce de Bourgogne est répertorié comme un houblon aromatique subtil. Il est cultivé en très petites quantités jusque dans le début des années 80s, uniquement dans la région. Avec un taux d’alpha compris entre 3 et 4%, on lui attribuait des notes herbacées de laurier, d’anis avec une pointe d’abricot et de fruits jaunes. 
Le Tardif de Bourgogne quant à lui, naît dans la région Alsacienne. Très difficile à trouver sur le marché, il est également classé en houblon aromatique, semblable aux houblons nobles allemand et à son parent, le précoce de Bourgogne. 
D’autres variétés locales ont existé à toute petite échelle tel que le Landhopfen, dit « Alsacien de Bourgone » créé en 1921, du Saaz local, ou encore l’Ordinaire de Bourgogne, également appelé le commun de Bourgogne, possiblement un cousin de l’Alter Hallertau. 
Les houblons bourguignons possédent les mêmes qualités que ceux de la Bohême, riches en lupuline, très fins, destinés davantage à des bières de fermentation basse. Malheureusement, l’évolution des goûts favorisant les houblons très aromatiques américains pour des IPAs, ces houblons sont souvent délaissés. 
Et pourtant, elle fut longtemps terre d’accueil brassicole. Des articles datant de 1924 relatent d’ailleurs l’importance du brassage dans les foyers : un article de l’Avenir Bourguignon explique : « chaque feu, ou pour mieux dire chaque ménage, produisait la quantité de bière indispensable à ceux qui en faisaient partie ».
Une grande tradition de la bière s’installe dans la région car les vignes,  souvent détruites par des infections, maladies ou des guerres, offraient à l’époque un rendement beaucoup moins rentable. Le vin devient alors trop cher et moins consommé par la majorité de la population. 
Dès le XVIIIe siècle, la production de la bière se développe et devient quasi industrielle vers la fin du XVIIIe siècle, avec notamment l’arrivée des frères Walter, brasseurs alsaciens. S’installant à Beaune pour brasser en 1794, ils sont initialement blâmés par la population de la ville pour avoir mis le feu à leur établissement deux fois et pour la saleté du lieu. Une lettre du maire de Beaune au ministre de l’intérieur relate les faits : « cette maison qui devait par son extérieur propre et décent annoncer sa destination, est, pour ainsi dire, un réceptacle d’immondices. Bien plus, elle court risque d’être incendiée ; le feu a déjà pris deux fois chez le brasseur. Ainsi la mairie se trouve au milieu d’ateliers bruyants et fort incommode pour les personnes qui travaillent ». De même, un extrait d’une délibération datant du 4 septembre 1810 explique que le brasseur « incommode tout le quartier et détériore singulièrement la partie qu’il occupe, elle est toute noire de fumée ».
Pierre Walter déménage alors au boulevard St Nicolas et est remplacé en 1828 par M. Pingaud. En 1843, sa brasserie atteint une production de 1500HL de bière par an, et se retrouve commercialisée de Beaune à Autun. Avec une culture locale d’orge et de houblon, le marché brassicole avait toutes les clés en main pour son essor. 
La brasserie passe par la suite entre les mains de M. Bazin, puis M. Modret, avant d’être reprise en 1862 par Jules et Armand Ricaud. Ce derniers sont très réputée sur la scène Beaunoise et modernisent la brasserie avec des nouveaux outils et cette dernière prospère jusqu’à la seconde guerre mondiale.
Pendant ce temps à Dijon, les premiers établissements brassicoles datent de 1790. En 1950, pas moins de 50 brasseries étaient actives dans la région ! Celles-ci ont souffert de l’industrialisation du marché, avec une course vers des produits standardisés et à prix moindres. Le panorama brassicole bourguignon s’étouffe, une mort accélérée par les lobbies agressifs du vin dans la région visant à attirer et croître l’activité touristique. 
La bière au cœur de la Bourgogne.
Avec le renouveau de la Craft en France, la Bourgogne ne déroge pas à la tendance. A présent, près de 40 brasseries artisanales sont en activité dans la région, dont la moitié se sont créées dans les 5 dernières années !
Son héritage vinicole, plutôt que de freiner la production semble au contraire inspirer les brasseries : fermentations sauvages, vieillissements en barrique, fermentations sur lie de raisin… Un monde de fusion entre les boissons se dessine pour créer des brassins fabuleux et décidément  français !
Le premier campus brassicole s'installe à Beaune.

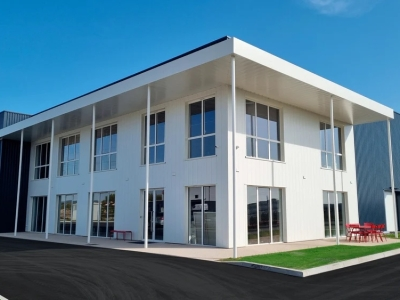
Brasserie de France.

Le campus brassicole Brasserie de France,, créée en 2020 par l'entrepreneur Jean-Claude Balès,,, regroupe sur le même site :
- - la première brasserie artisanale de Bourgogne,
  - un pôle de formation séminaires avec des ateliers de brassage et de dégustation,
  - un pôle d'éducation autour de partenariats "École - Entreprise",[52],[53],
  - un pôle de création autour d'un bureau de style sur les tendances de consommation et création de marques de boissons effervescentes[48],
  - un pôle de recherche sur les procédés fermentaires[54].

### Les services marchands
De 2003 à 2015 les emplois dans les services marchands ont, au total, progressé de 5,4 % (de 12,5 % en moyenne pour la France de province).
| Secteurs                              | Nombre d'emplois en 2003 | Nombre d'emplois en 2015 | Évolution en % 2015/2003 |
| Transports et entreposage             | 55 535                   | 51 503                   | -7,3                     |
| Hébergement et restauration           | 29 460                   | 30 127                   | 2,3                      |
| Information et communication          | 9 874                    | 8 190                    | -17,1                    |
| Activités financières et d'assurances | 22 819                   | 23 314                   | 2,2                      |
| Activités immobilières                | 6 801                    | 6 950                    | 2,2                      |
| Services aux entreprises (1)          | 51 665                   | 64 361                   | 24,6                     |
| Autres services (2)                   | 26 513                   | 29 220                   | 2,2                      |
| Total                                 | 202 667                  | 213 665                  | + 5,4                    |

(1) activités spécialisées, scientifiques et techniques, activités administratives et de soutien
(2) divers services aux particuliers, activités récréatives et culturelles
Le commerce et les services tiennent une place importante en Bourgogne (Avallon est le siège du groupe de distribution Schiever).

### Tourisme
Le secteur du tourisme (4,1 % de l'emploi régional total, 42 100 emplois en 2015) contribue pour 5,7 % du PIB régional mais souffre de sa faible capacité d'accueil (une des régions les moins denses de France en termes de capacité d'accueil), mais bénéficie d'une importante clientèle étrangère (30 % des nuitées, un des taux les plus élevés de France métropolitaine).
Parmi les nombreuses activités contribuant au tourisme dans la région figure le vélorail, « moyen de transport original et ludique » qui a le « vent en poupe ». En Bourgogne-Franche-Comté, le vélorail se pratique depuis la gare de Cordesse (Saône-et-Loire), à partir de laquelle deux parcours vont dans le département voisin de Côte-d'Or, initiés par un passionné de train, fils de cheminot, mènent l'un vers Barnay (8 km aller-retour), l'autre vers Manlay (22 km aller-retour). Pour franchir le dénivelé (120 m entre le point de départ et d'arrivée), les machines bénéficient d'une assistance électrique et ont succédé au dernier train de voyageurs, en décembre 2011, sur la ligne Autun-Avallon.

#### Le Comité du tourisme régional
Un Comité du tourisme régional unique pour la Bourgogne et la Franche-Comté est créé en 2016, résultant de la fusion des deux entités précédentes. Les deux sites de Besançon et de Dijon sont conservés. Le nouveau conseil d’administration du CRT Bourgogne-Franche-Comté est composé de 35 membres (conseillers régionaux, professionnels du tourisme ou représentants des collectivités locales). Il existe 122 offices de tourisme dans la région.
Il dispose d'un Observatoire du tourisme qui publie les chiffres et données relatives au tourisme.

## Patrimoine régional

### Sites classés au patrimoine mondial
La Bourgogne-Franche-Comté abrite plusieurs monuments inscrits au patrimoine mondial de l'UNESCO :
- l'abbaye de Fontenay,
- la basilique de Vézelay,
- la chapelle Notre-Dame du Haut de Ronchamp créée par Le Corbusier,
- les climats du vignoble de Bourgogne, qui comprend aussi des villages de la Côte-d'Or, la ville de Beaune et le centre-ville de Dijon,
- la citadelle de Besançon, l’enceinte urbaine et le fort Griffon, dans le cadre du réseau des sites majeurs de Vauban,
- la saline royale d'Arc-et-Senans et les salines de Salins-les-Bains,
- les sites palafittiques préhistoriques du lac de Chalain et du grand lac de Clairvaux,
- le prieuré Notre-Dame de La Charité-sur-Loire et l'église Saint-Jacques-le-Majeur d'Asquins, faisant partie des chemins de Compostelle en France.

Sites du patrimoine mondial en Bourgogne-Franche-Comté.
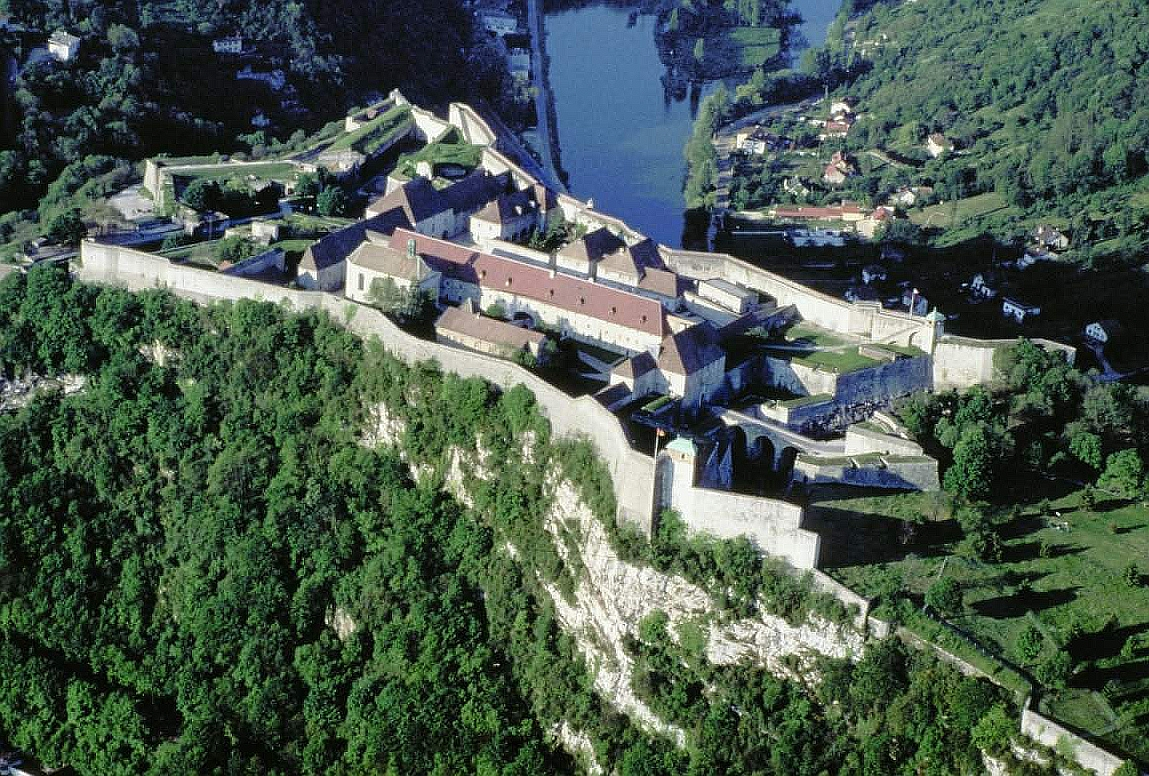
La citadelle de Besançon.
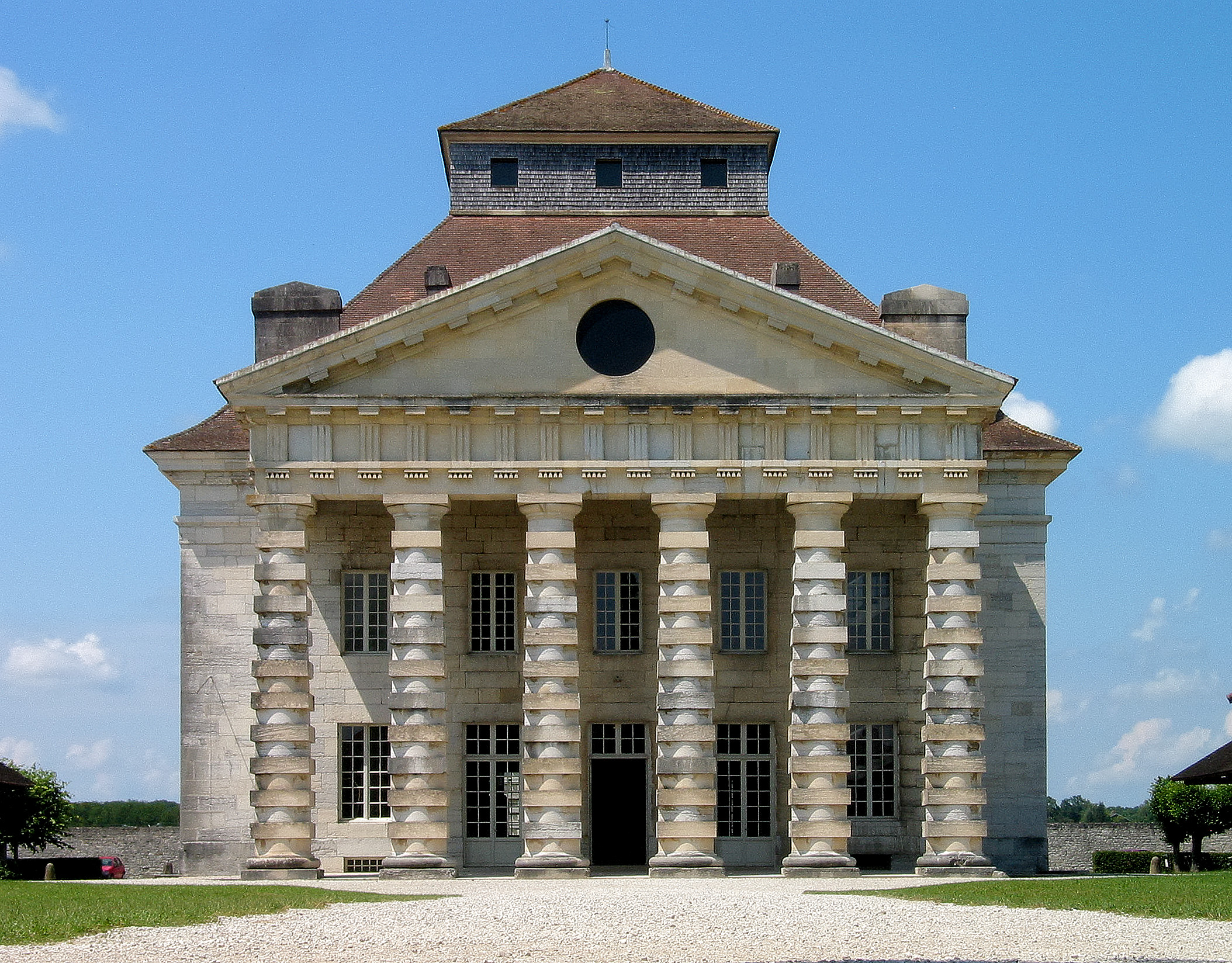
La saline royale d'Arc-et-Senans.
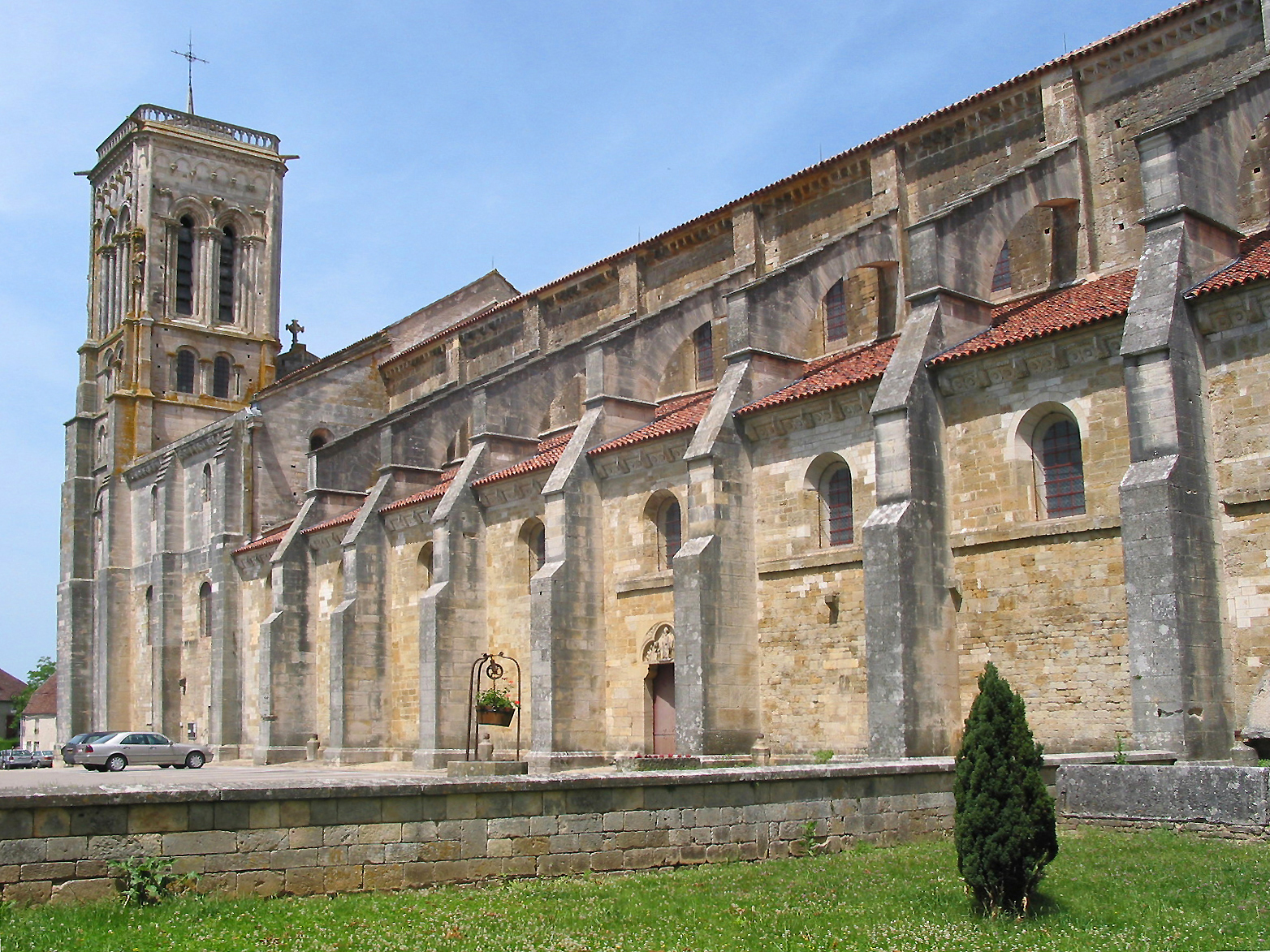
La basilique de Vézelay.
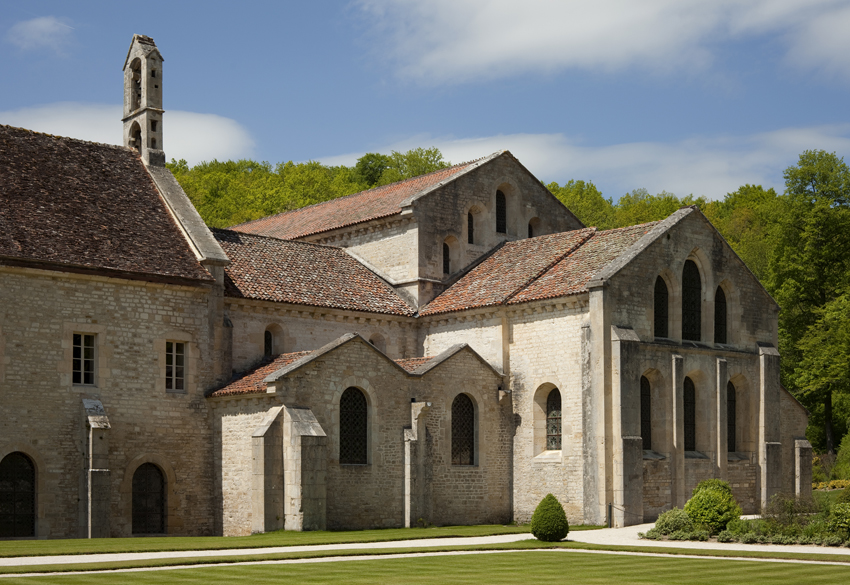
L'abbaye de Fontenay.
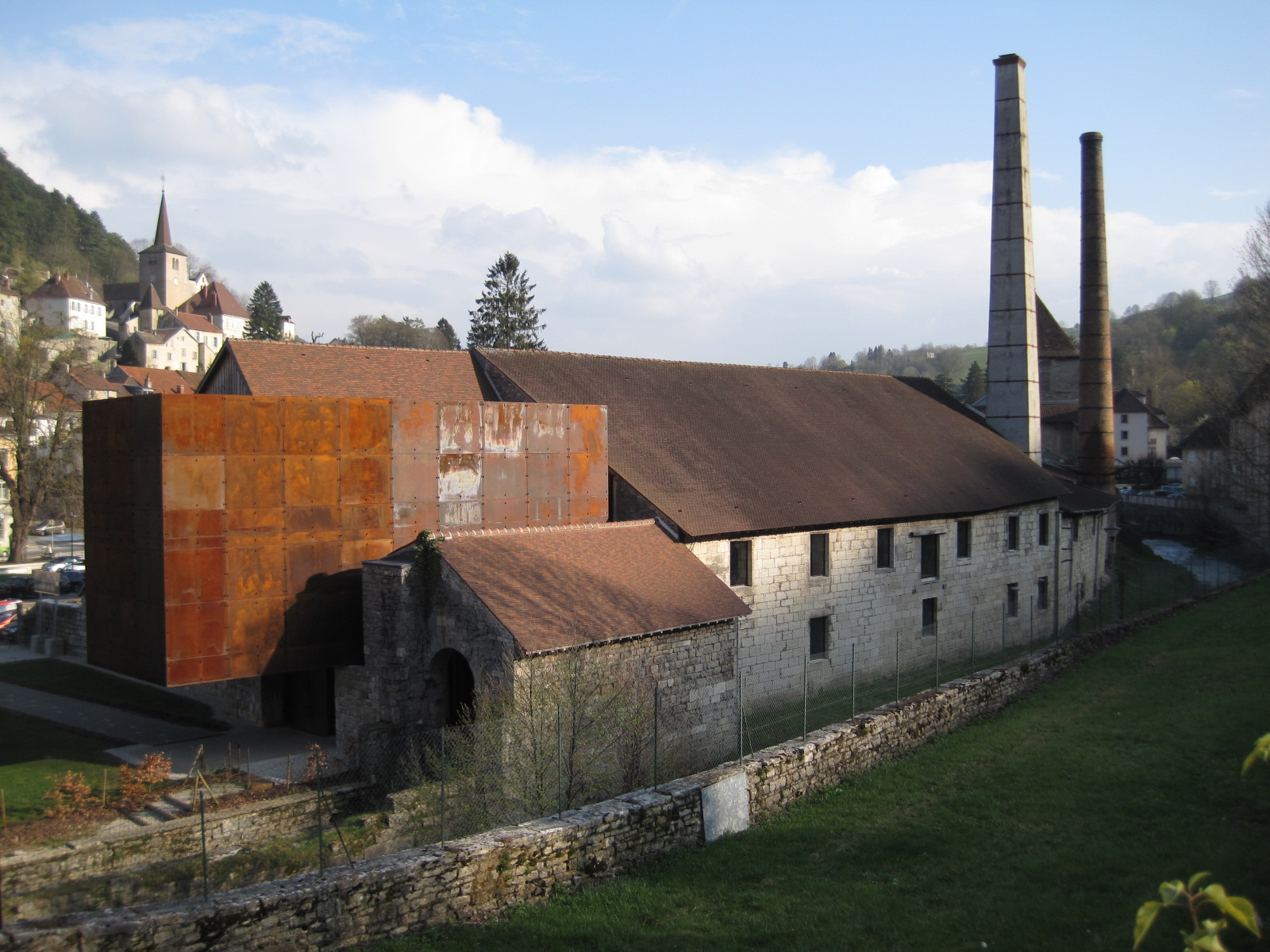
Les salines de Salins-les-Bains.
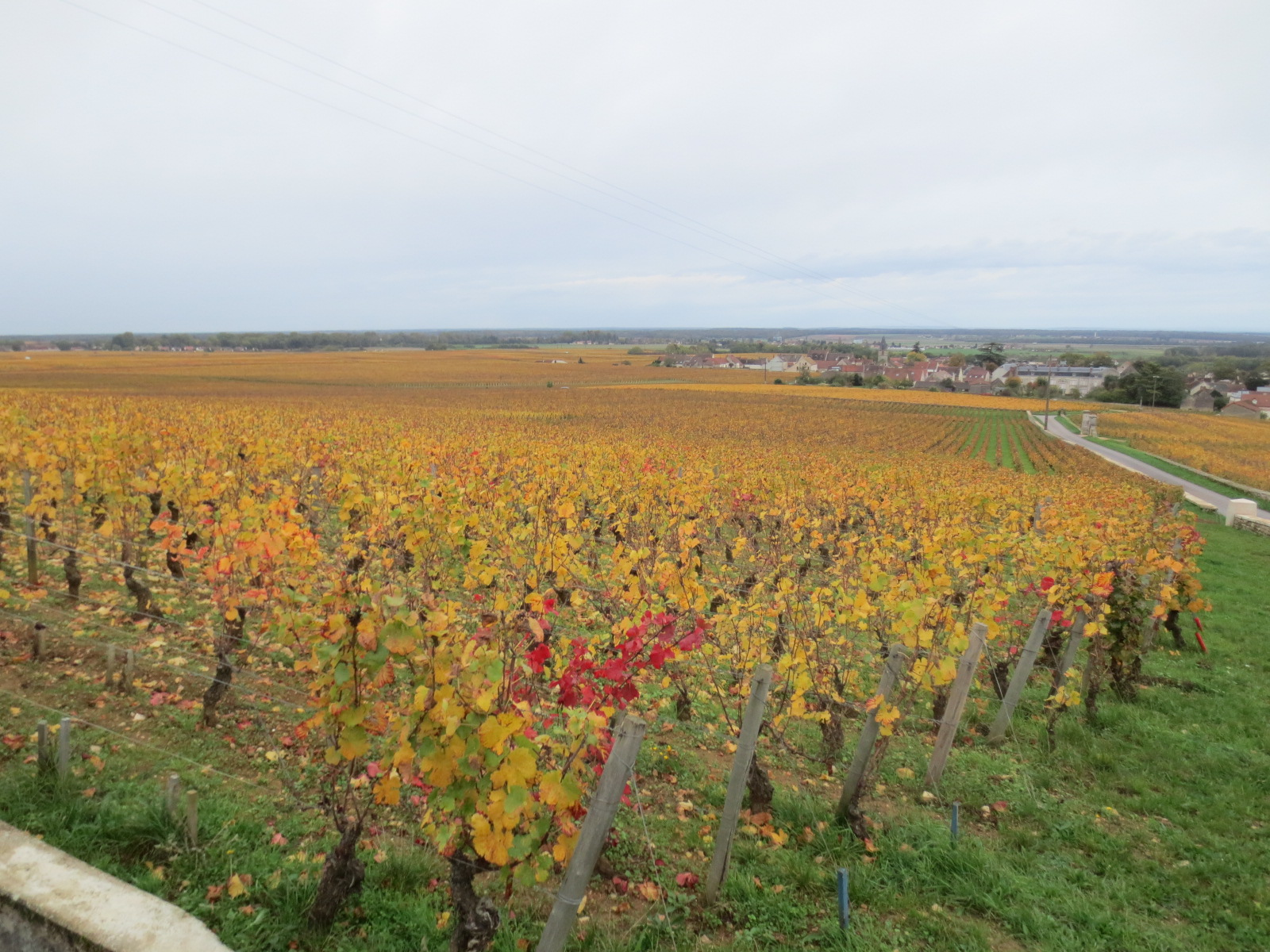
Les climats du vignoble de Bourgogne.
La chapelle Notre-Dame-du-Haut à Ronchamp.

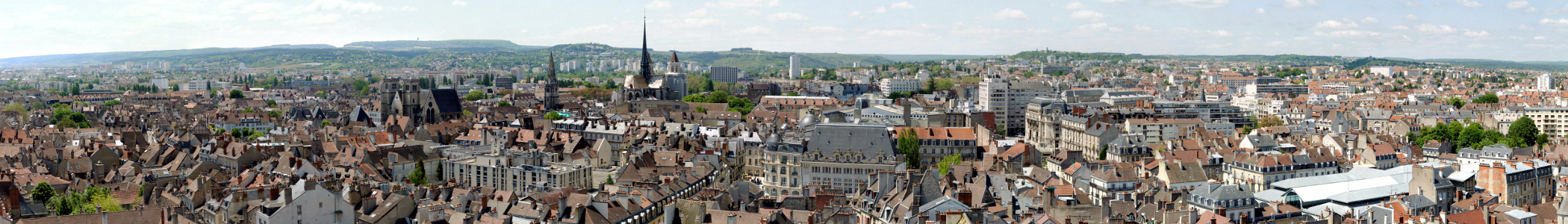
Le centre-ville de Dijon.

### Sites historiques et architecturaux remarquables
Se trouvent également dans la région :
- le site archéologique d'Alésia,
- Bibracte sur le Mont Beuvray, labellisé Grand Site de France[60].
- le temple de Janus d'Autun,
- la Pyramide de Couhard,
- la cathédrale Saint-Lazare (Autun),
- les théâtres antiques de Mandeure,
- le château de Guédelon,
- les Hospices de Beaune,
- la citadelle de Belfort conçue par Vauban et Séré de Rivières, et où se trouve le Lion de Bartholdi,
- l'abbaye de Cluny,
- le château de La Clayette,
- le Mont Lassois,
- le château de Bussy-Rabutin,
- la Grande Forge de Buffon et le château de Montbard,
- le site de Vertillum,
- l'ancien séminaire puis École militaire préparatoire d'Autun, aujourd'hui Lycée militaire d'Autun.

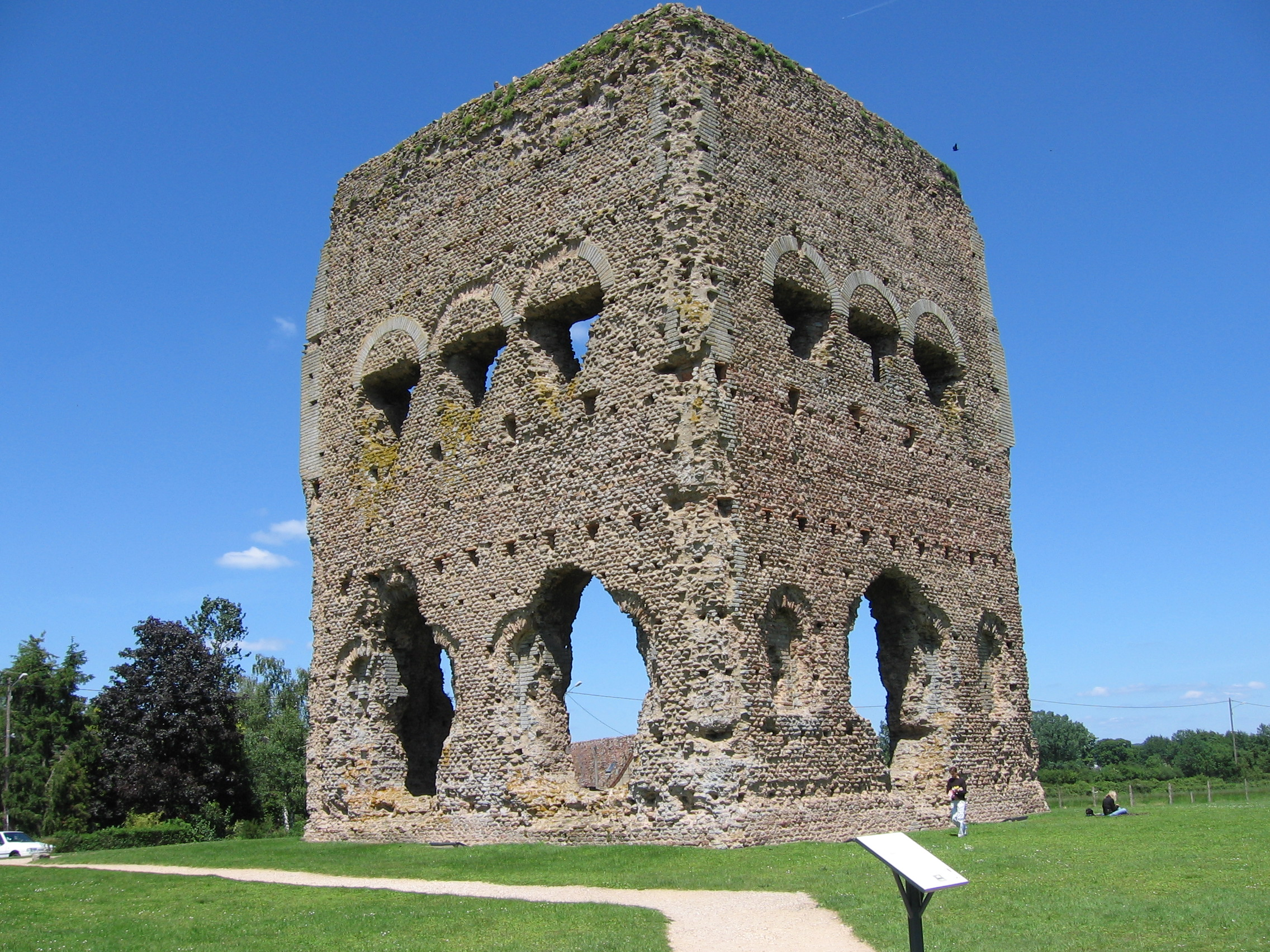
Le temple de Janus à Autun.
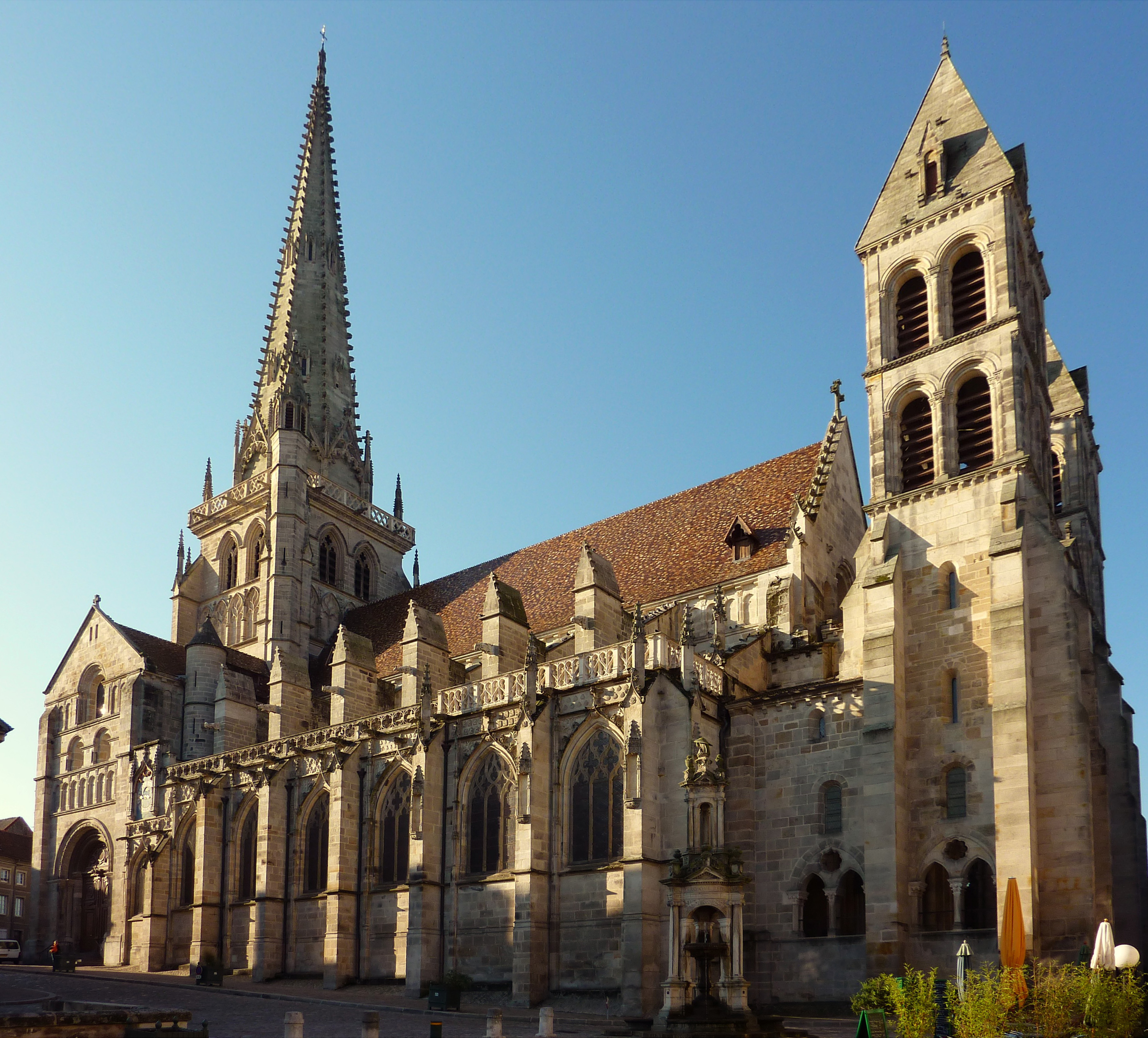
La cathédrale d'Autun.
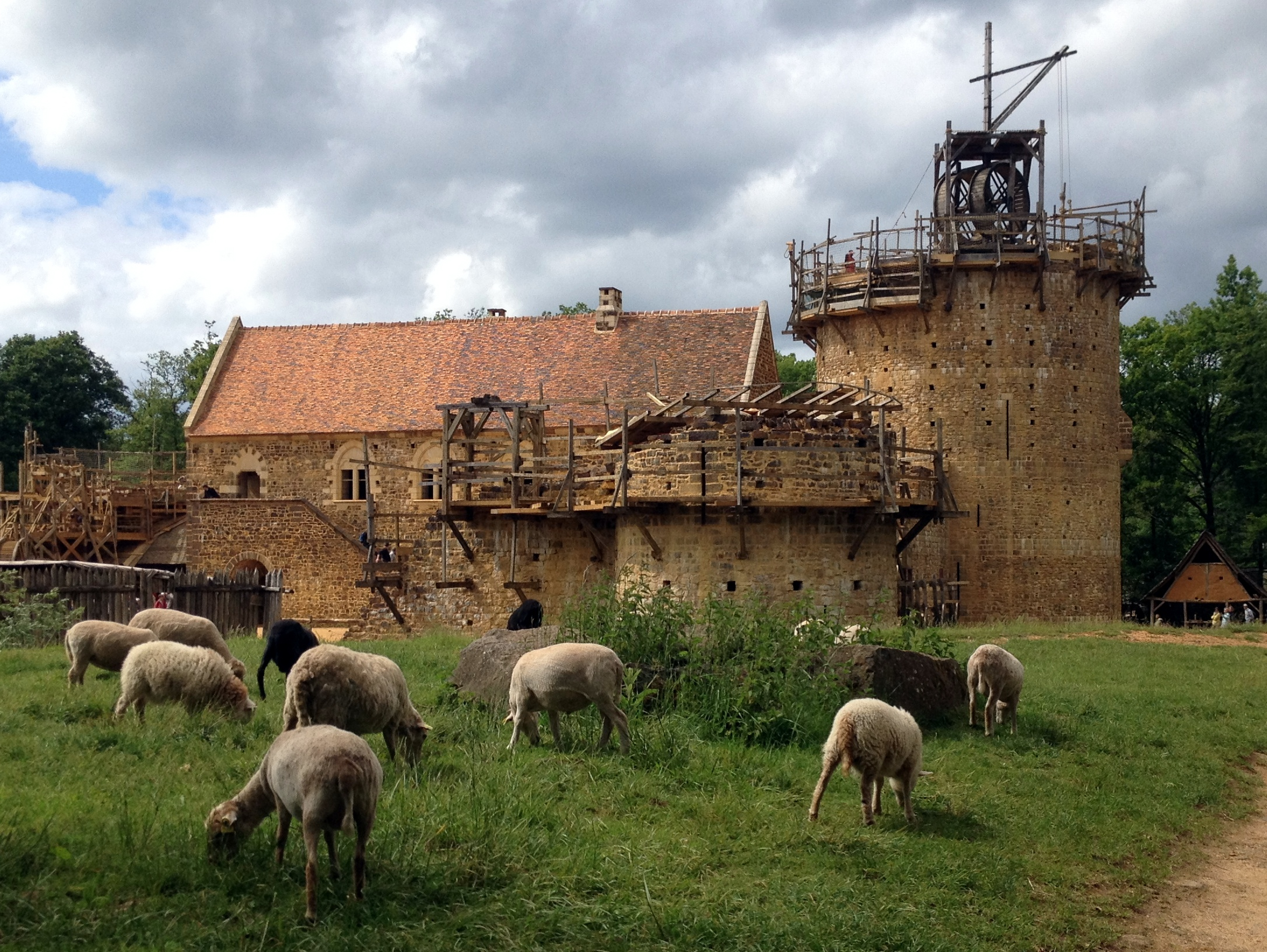
Le château de Guédelon.
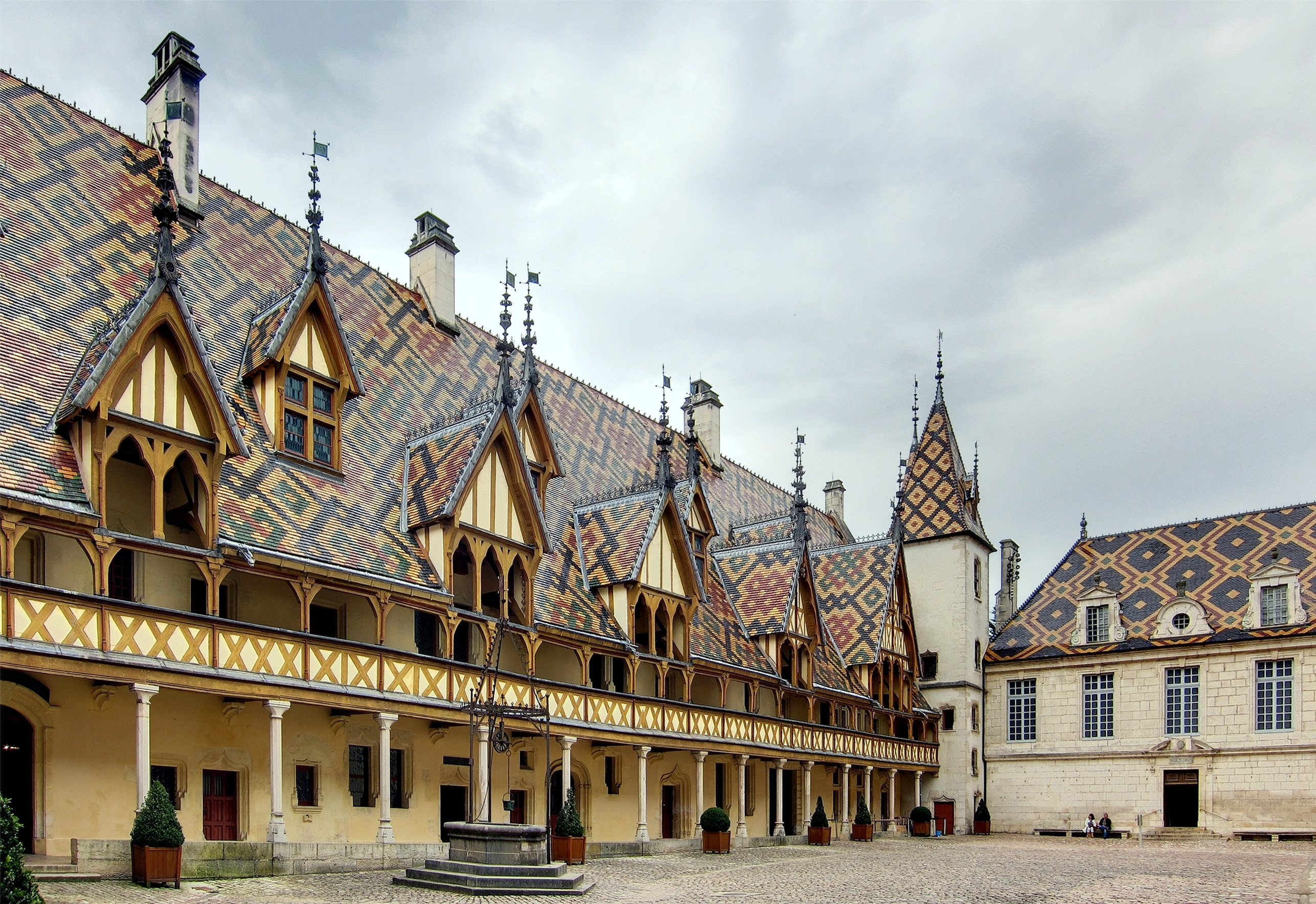
Les Hospices de Beaune.
Le Lion de Belfort.
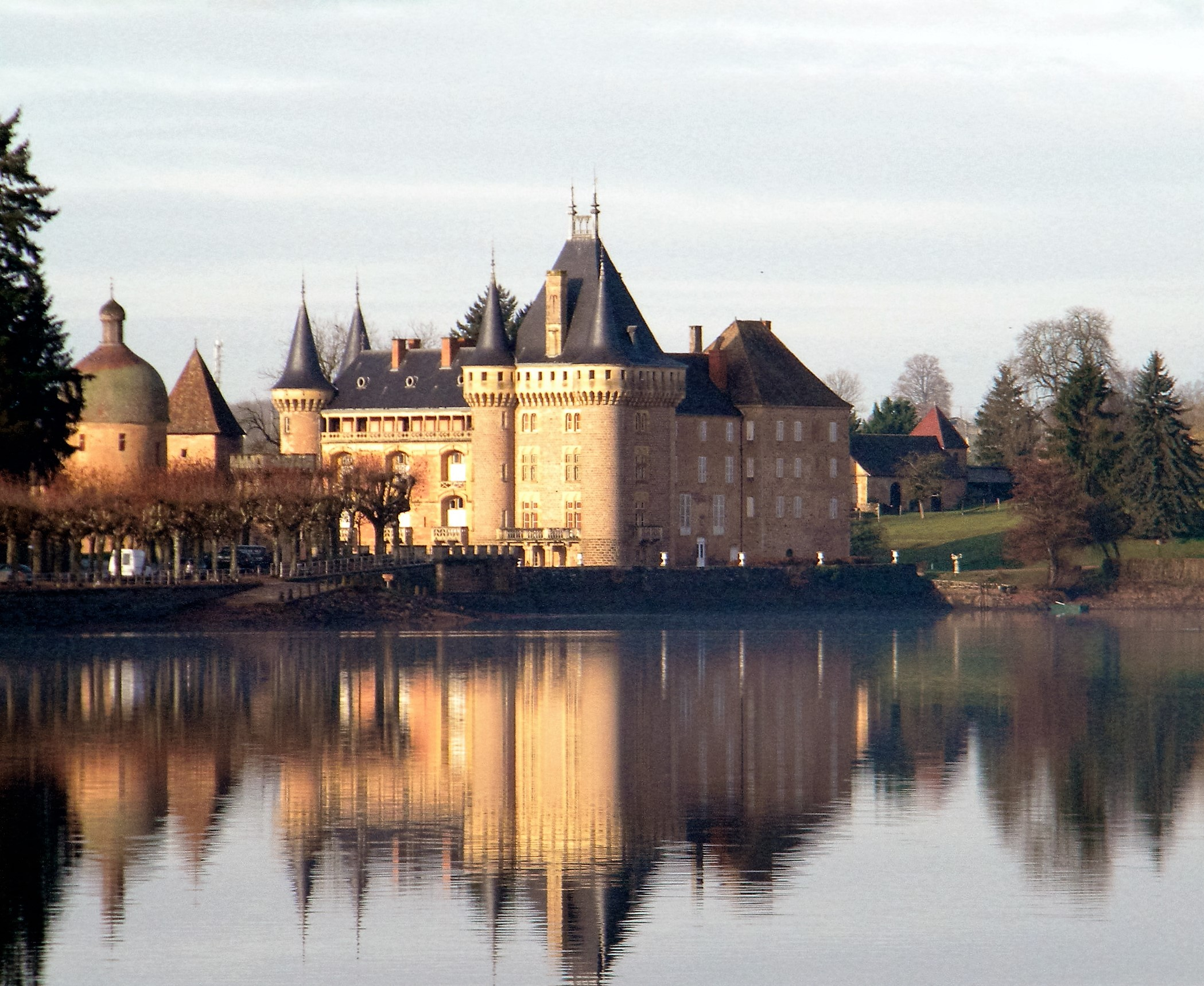
Le château de La Clayette.

### Grands sites naturels
La région compte parmi les plus vertes de France, avec un patrimoine naturel important : forêts recouvrant 36 % du territoire, montagnes, cours d'eau, parcs naturels, bocages. Elle dispose de plusieurs sites naturels classés ou remarquables :
- le ballon d'Alsace, classé au titre de la loi de 1930 sur les sites et paysages ;
- le plateau des Mille étangs dans les Vosges saônoises ;
- le lac des Settons.
- le lac de Saint-Point, l'un des plus grands lacs naturels de France ;
- le lac de Vouglans, troisième retenue artificielle française avec 620 millions de mètres cubes ;
- la reculée de Baume-les-Messieurs ;
- l'Arboretum Domanial de Pézanin, l'un des plus riches de France, créé en 1903 ;
- le Saut du Doubs à Villers-le-Lac (Doubs) ;
- les roches de Solutré et Vergisson, labellisées Grand Site de France[60] ;
- la forêt de Chaux, la seconde plus vaste forêt feuillue de France.
- le gouffre de Poudrey (Doubs) ;
- la source de la Loue (Doubs) ;
- la source du Lison (Doubs) ;
- les cascades du Hérisson (Jura).
- les gorges du Flumen (Jura)
- le lac de Lamoura (Jura)
- le lac de Pont (Côte-d'Or)
- le réservoir de Grosbois (Côte-d'Or)
- le lac de Chamboux (Côte-d'Or)
- le lac Kir (Côte-d'Or)

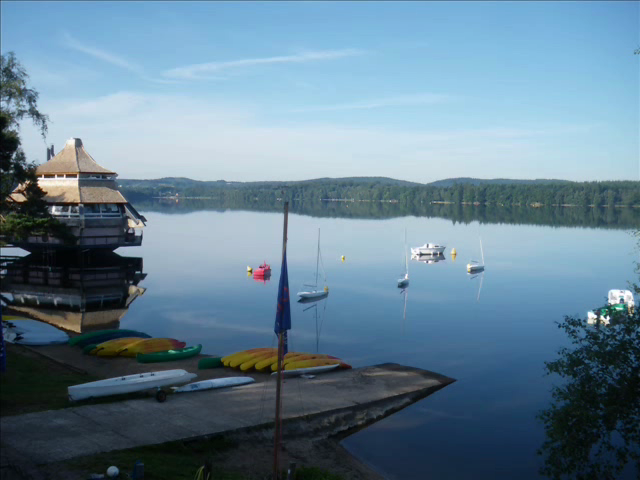
Lac des Settons.
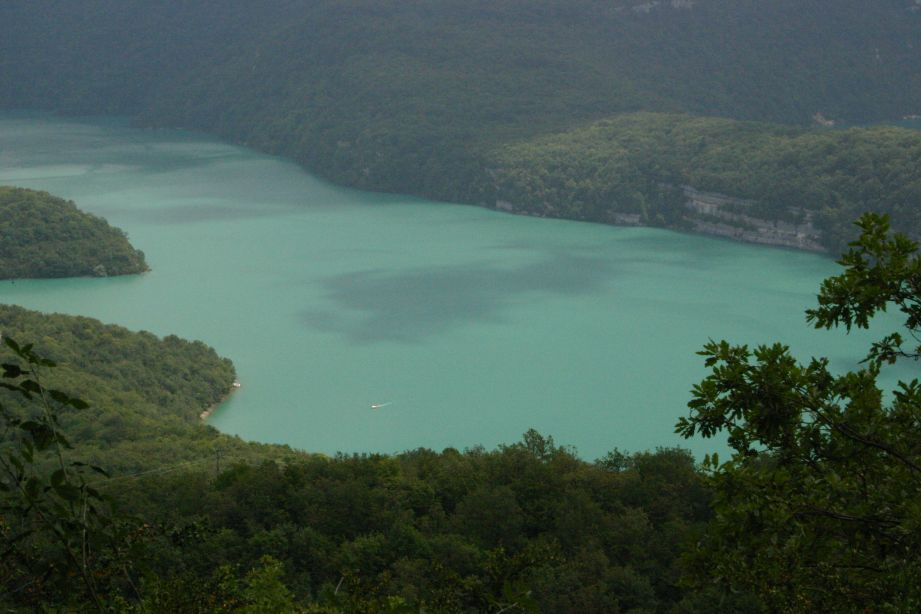
Lac de Vouglans.
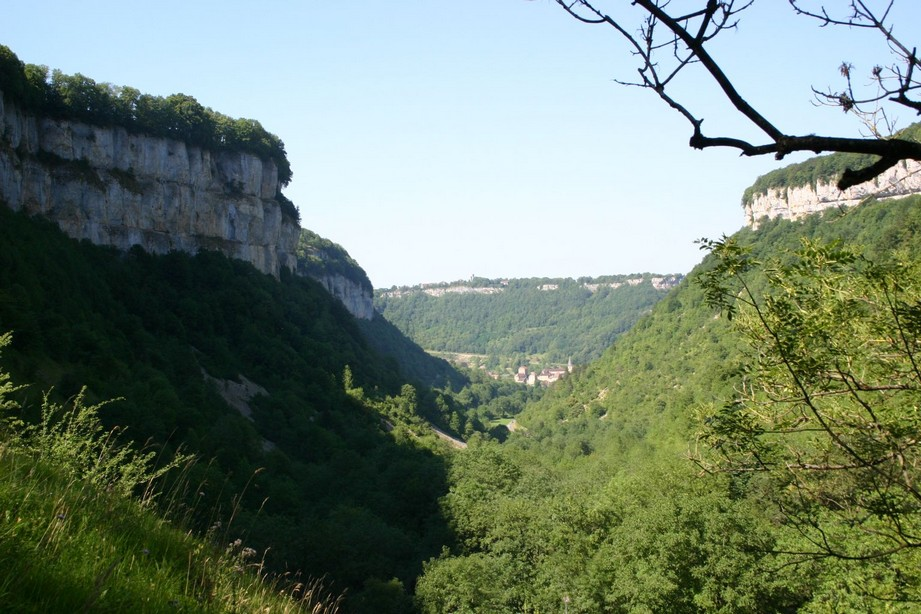
La reculée de Baume-les-Messieurs.
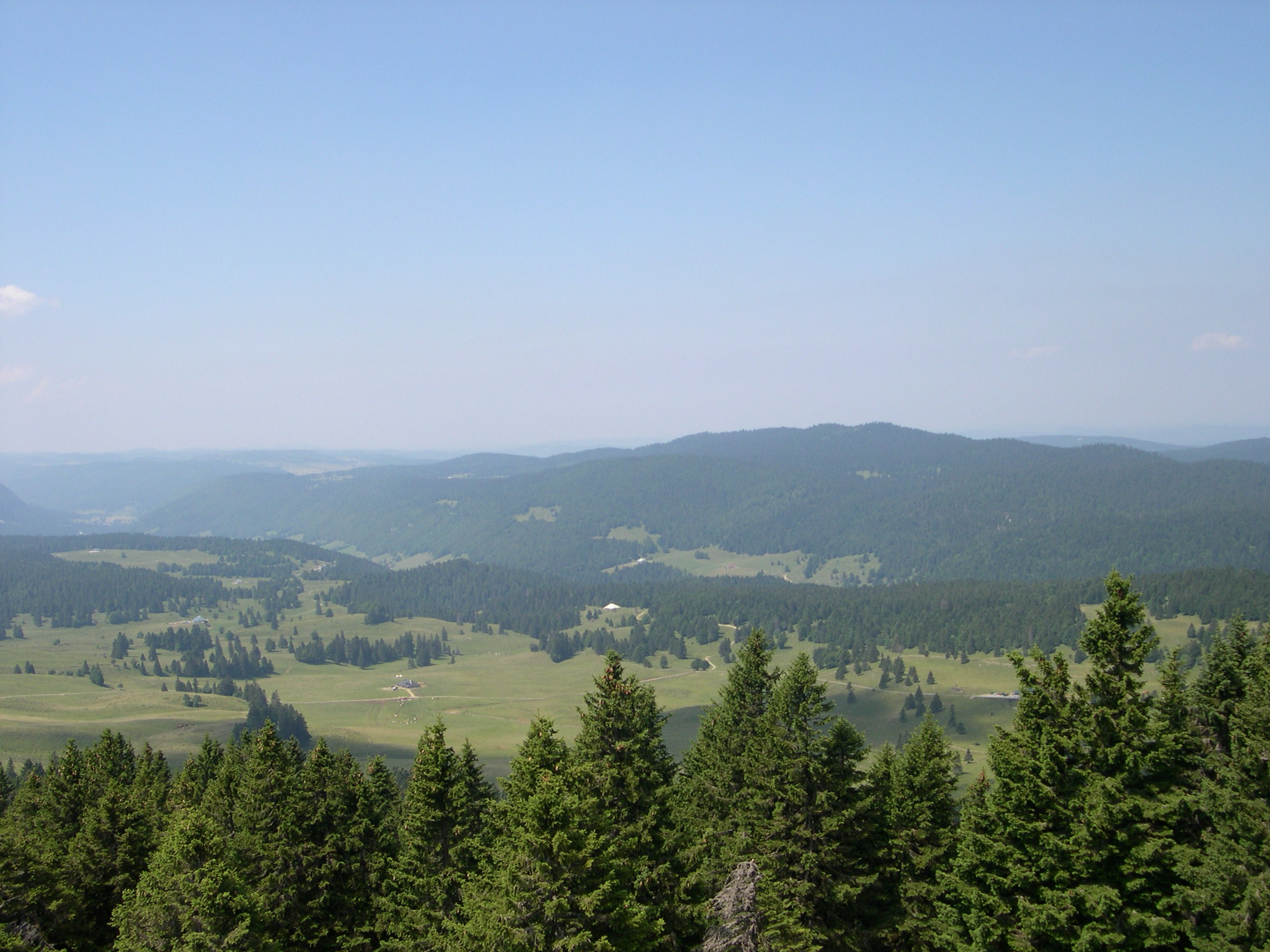
Le Crêt Pela.
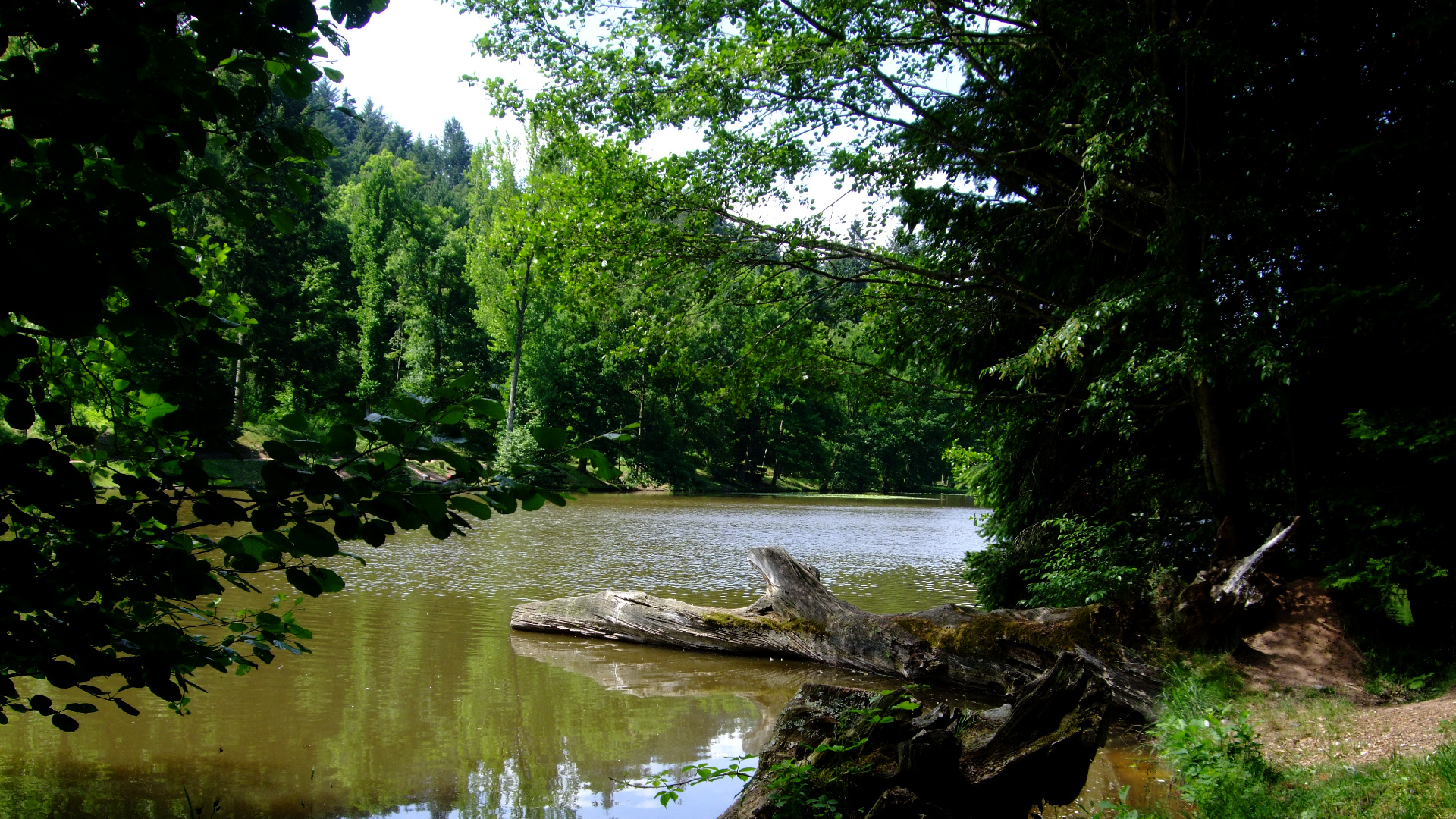
Le lac et l'Arboretum de Pézanin.

## Identité visuelle

### Logotype
La région utilise un logotype provisoire de sa création le 1er janvier 2016, à la fin novembre 2016. Il comporte seulement les trois mots (dont un mot composé avec trait d'union) en majuscules « Région Bourgogne Franche-Comté » en orange sur deux lignes.

Logos officiels successifs.
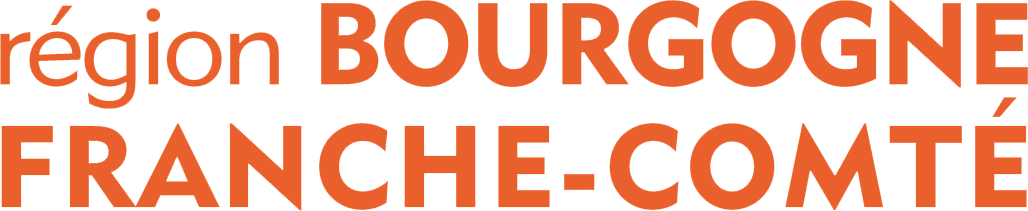
De janvier à novembre 2016.
Depuis novembre 2016.
Variante à fond jaune utilisée sur les nouvelles rames TER régionales présentées le 1er juillet 2018[61].

#### Polémique
Un nouveau logo est mis en place le 24 novembre 2016, sans annonce, sur le site internet de la région et des brochures de communication. Ce nouveau logo, créé par l'agence de communication Dartagnan, implantée à Paris, Besançon et Dijon, est formé de quatre mots en majuscules « Région Bourgogne Franche Comté », superposés et intercalés entre quatre traits jaunes formant les accents et les traits d'union. Ce logo a été commandé dans le but d'offrir une « approche simple et épurée » et de rester politiquement neutre. Il est cependant vivement critiqué pour sa simplicité, sa non-représentativité du territoire, son esthétique et son coût de 18 000 € par des internautes, des habitants et les élus d’opposition régionaux et départementaux (UDI-LR, FN, DLF, MoDem et un ex-socialiste). Ces derniers dénoncent également un manque de concertation et de communication,,. Une pétition est mise en ligne par l'Union de la droite et du centre pour demander son retrait et lancer un concours à l'intention des lycéens pour le remplacer.

### Emblèmes
Le 12 juillet 2017, la région se dote d'armoiries mêlant celles des anciennes régions sous la forme d'un blason et d'un drapeau. Les armoiries sont présentes sur les plaques d'immatriculation depuis 2018 en remplacement du logo.
La croix de Bourgogne a été l'emblème des ducs-comtes de Bourgogne (puis des Pays-Bas ainsi que des Habsbourg d'Espagne et leur empire) à partir de Jean Ier de Bourgogne, dit Jean sans Peur, duc de Bourgogne, comte de Flandre, d'Artois, comte palatin de Bourgogne (c'est-à-dire de Franche-Comté) (° 28 mai 1371 à Dijon - † 10 septembre 1419). La croix de Bourgogne est fréquente dans l'héraldique espagnole (connue sous le nom de cruz de Borgoña), et a fait partie des armes du roi d'Espagne jusqu'en 2014. En tant qu'emblème national et de ses comtes Valois et Habsbourg, elle est aussi fréquemment employée en Franche-Comté jusqu'à la Révolution.

Drapeau de la région.
Blason de la région, présent sur les plaques d'immatriculation.
Blason de la Bourgogne historique.
Blason de la Franche-Comté historique.
Croix de Bourgogne.